# Église Saint-Salomon de La Martyre
L'église Saint-Salomon est une église catholique située à La Martyre, en France. Elle est située au sein d'un enclos paroissial.

## Localisation
L'église est située dans le département français du Finistère, sur la commune de La Martyre.

## Description
Une description détaillée de l'église Saint-Salomon est consultable sur un site Internet.
L'église Saint-Salomon est située au sein d'un enclos paroissial, un des plus beaux du Léon, dont la construction s'est étalée entre le XIe siècle et le XVIIe siècle. Il a été classé par arrêté du 28 février 1916. L'église actuelle daterait principalement du XIIIe siècle (il subsiste de cette époque les piliers et le collatéral sud), mais le chevet actuel a été reconstruit vers 1450 après qu'une tempête eût partiellement démoli l'église.

### L'extérieur de l'église Saint-Salomon et l'enclos paroissial
- Cet enclos s'ouvre par une porte triomphale de style gothique flamboyant datant du XVIe siècle, surmonté d'un chemin de ronde, qui servait à surveiller la foule lors des foires, avec un passage donnant accès à la maison du guet (XIVe siècle) et d'un calvaire.

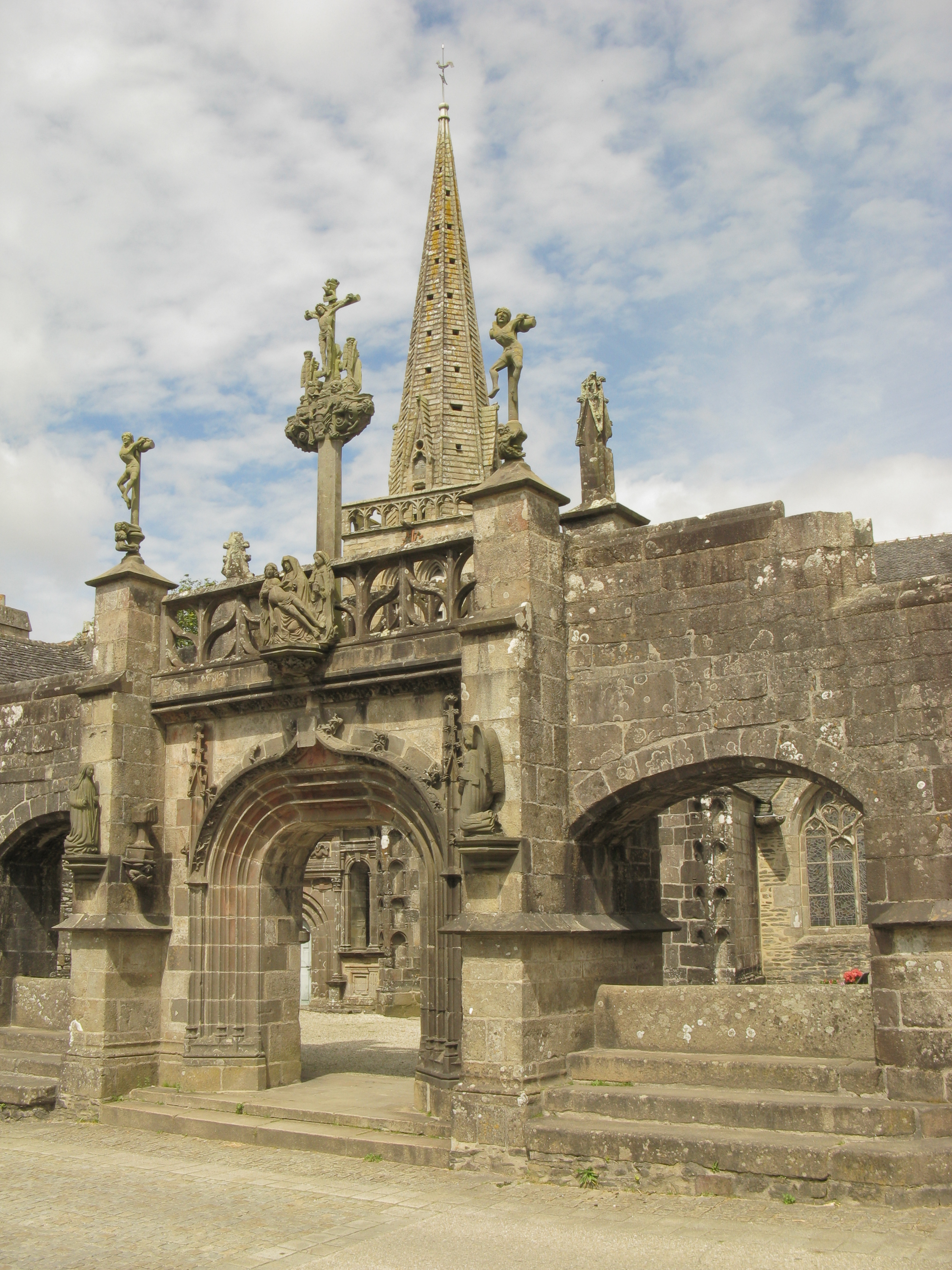
La Martyre : la porte triomphale de l'enclos paroissial 1
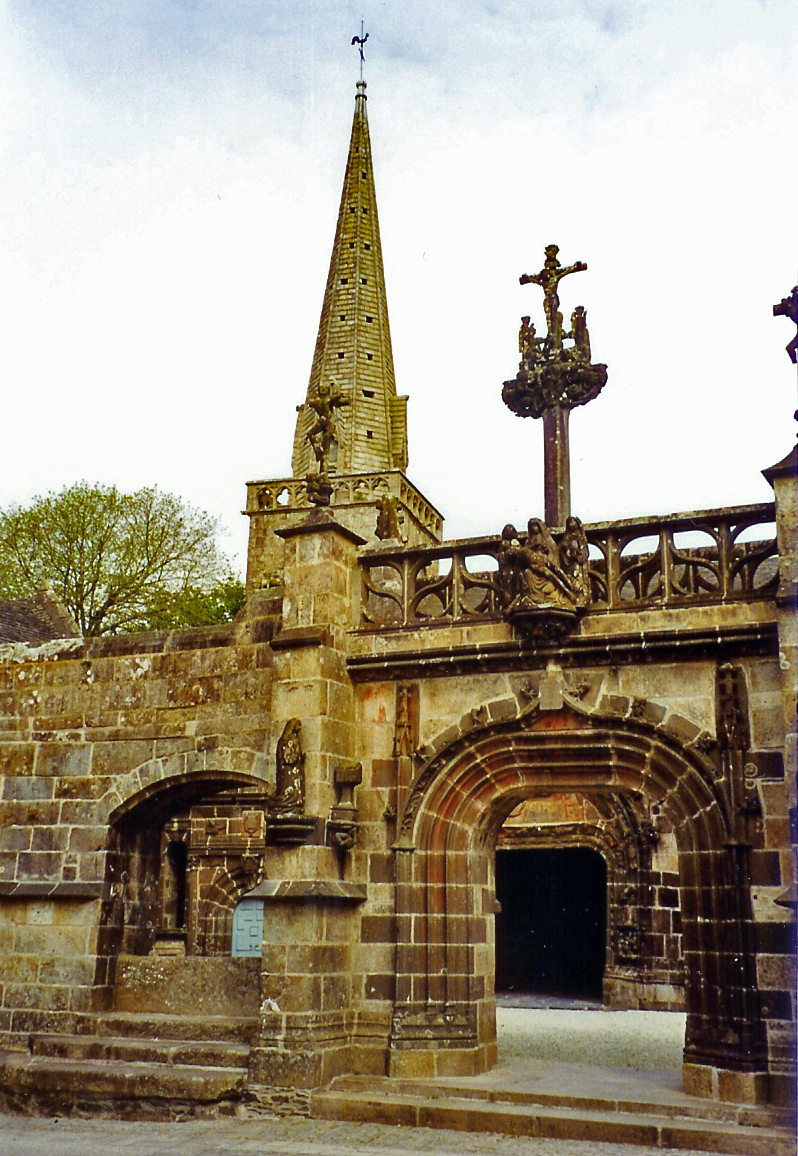
La Martyre : la porte triomphale de l'enclos paroissial 2
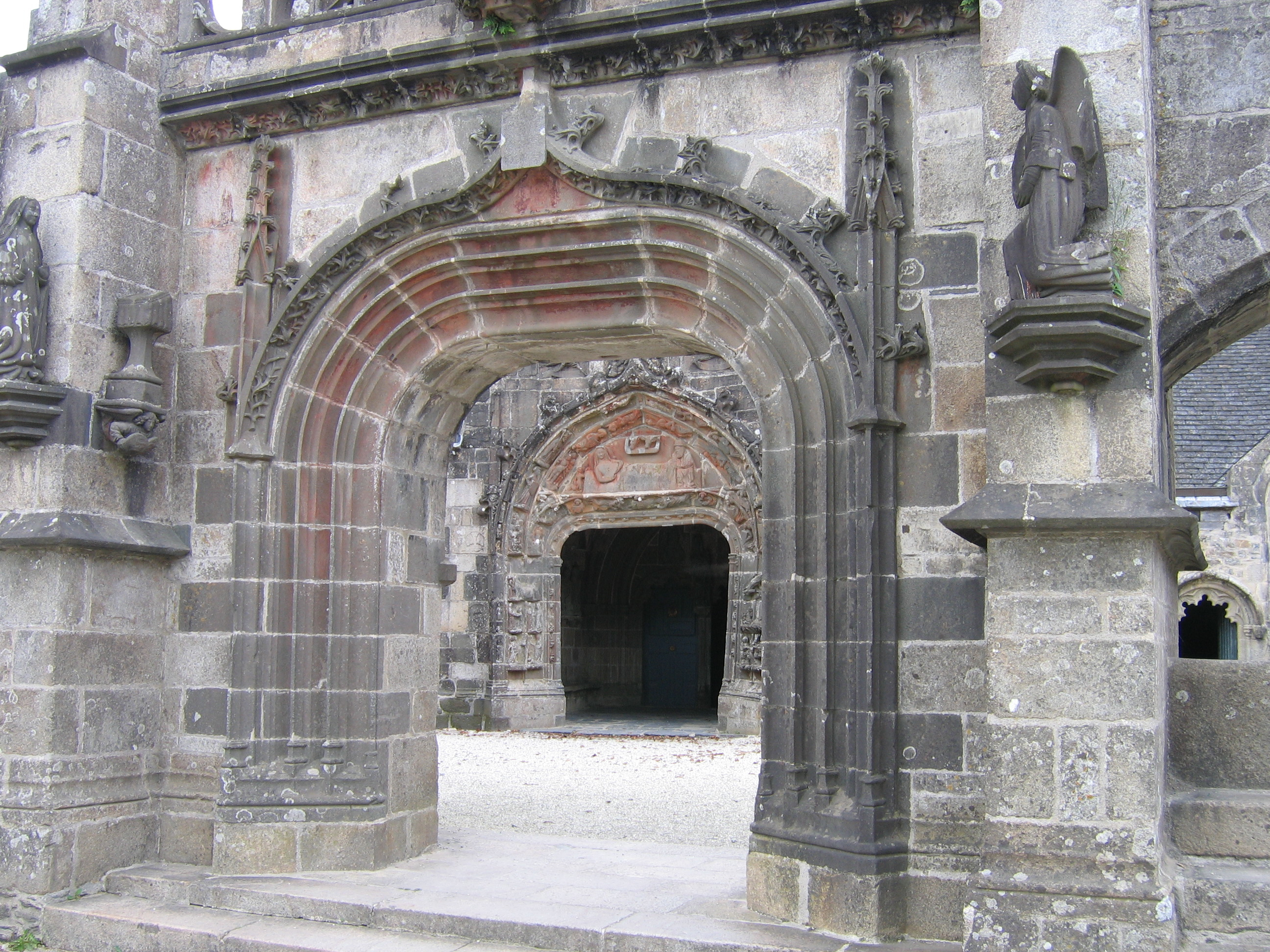
La Martyre : la porte triomphale de l'enclos paroissial 3
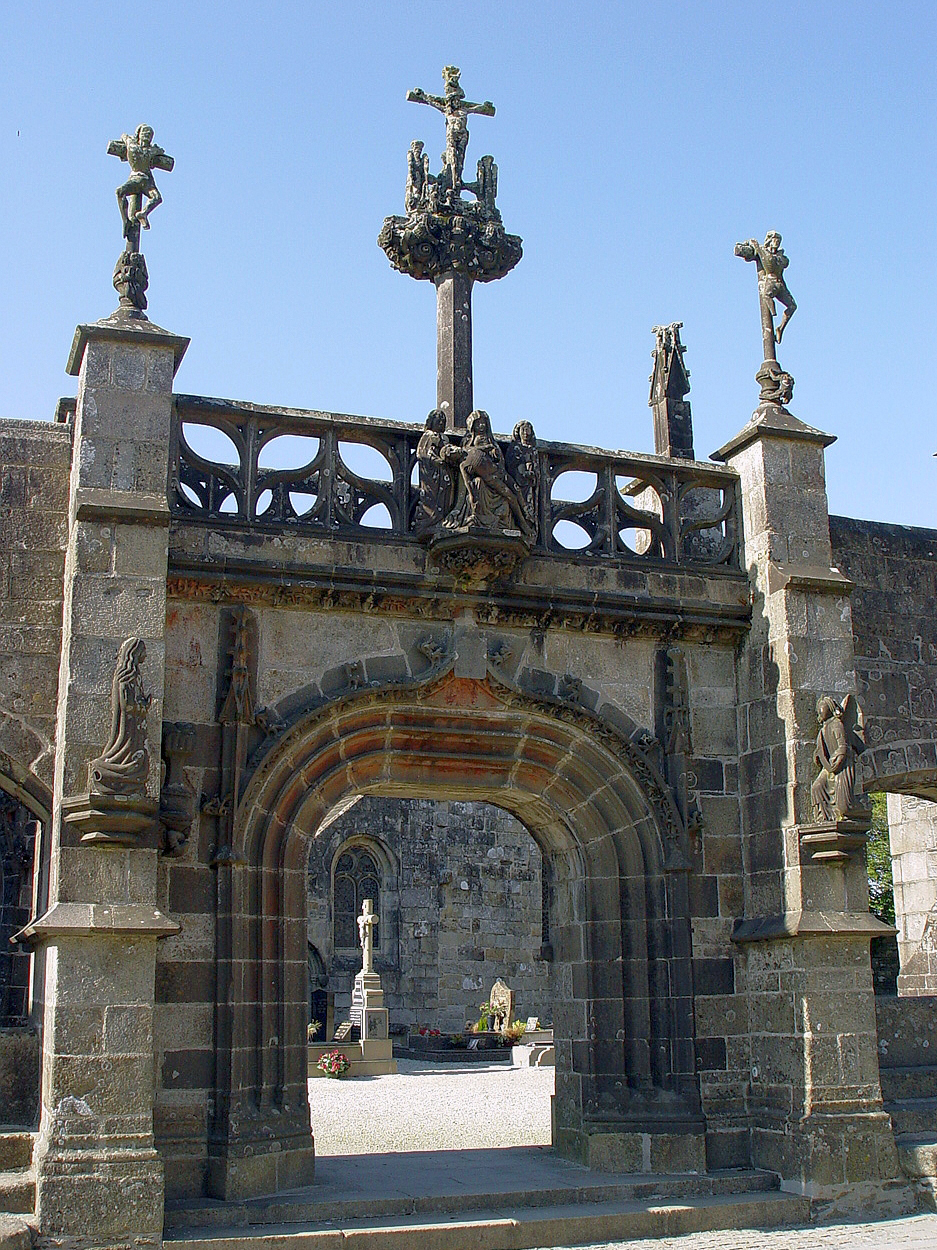
La Martyre : la porte triomphale de l'enclos paroissial couronnée de son calvaire
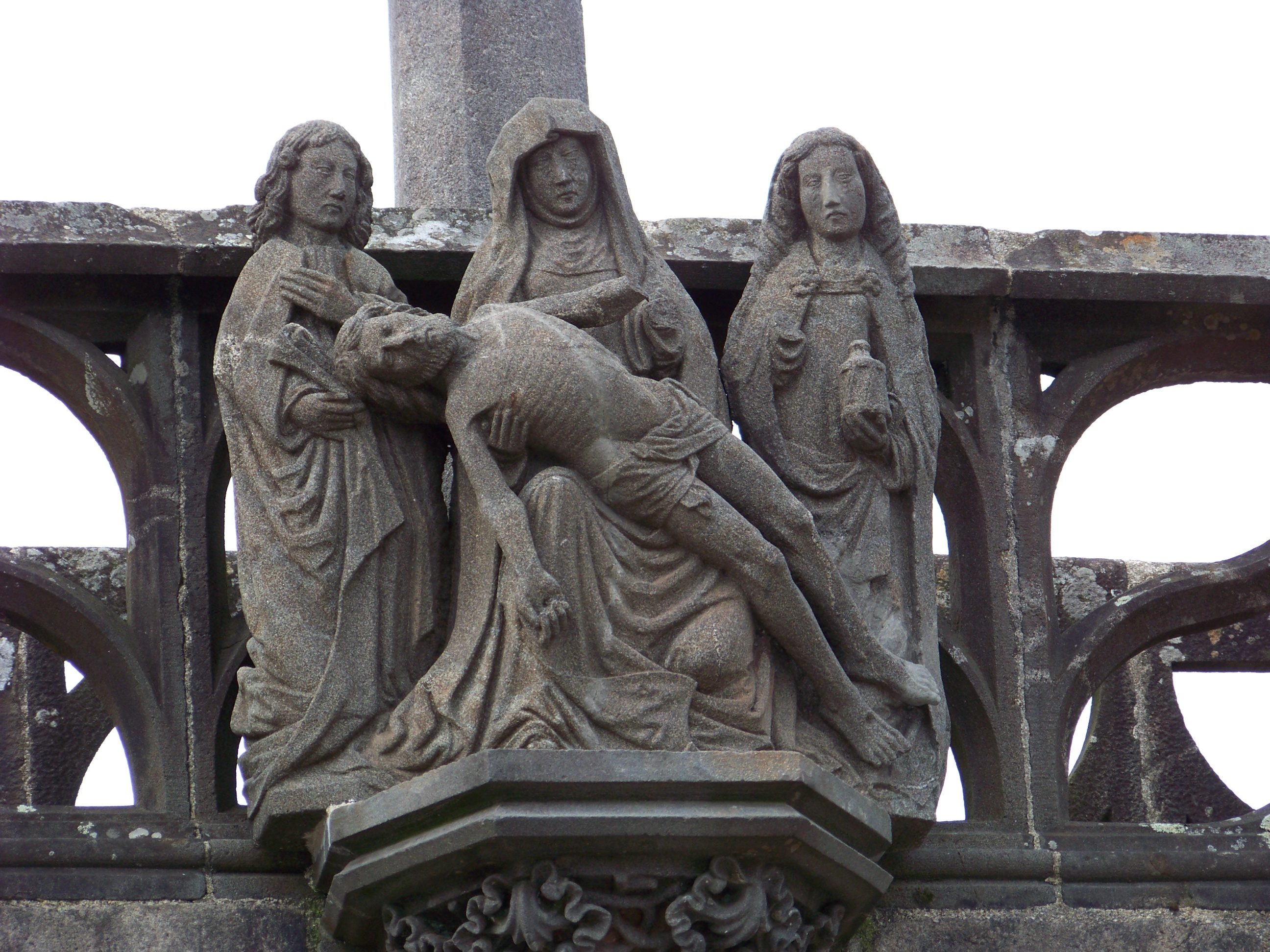
La Martyre : la porte triomphale de l'enclos paroissial, la Descente de croix
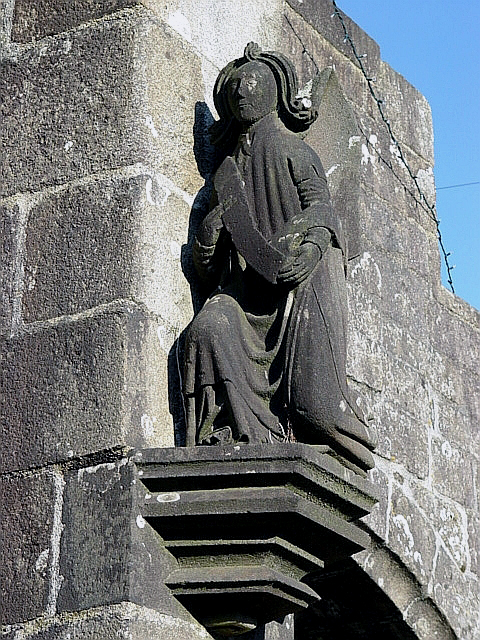
La Martyre : la porte triomphale de l'enclos paroissial, partie droite, groupe de l'Annonciation, l'archange Gabriel
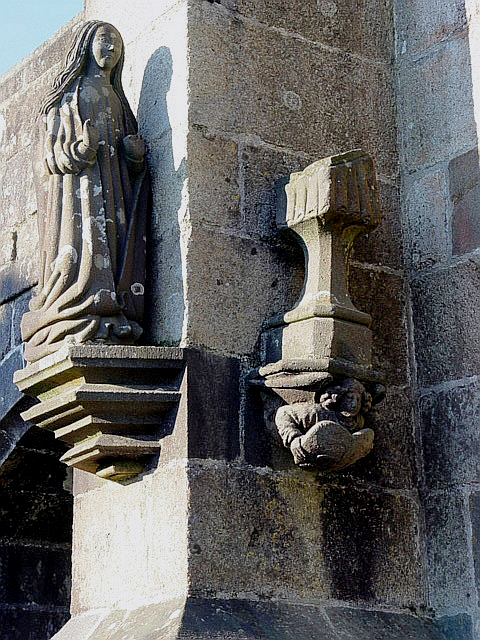
La Martyre : la porte triomphale de l'enclos paroissial, partie droite, groupe de l'Annonciation, Marie lisant la Bible
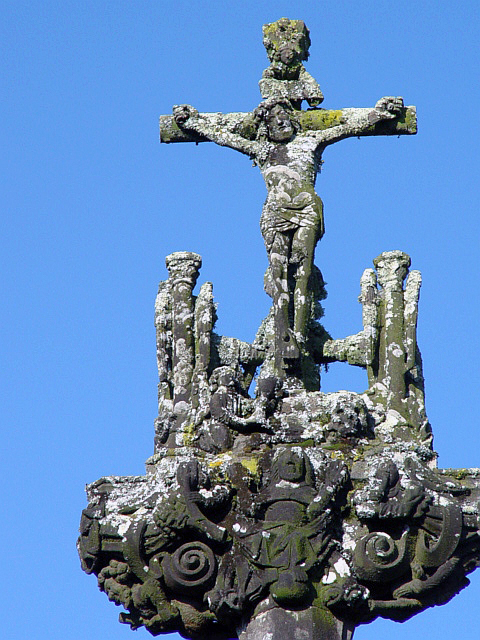
La Martyre : la porte triomphale de l'enclos paroissial, le sommet du calvaire central, le crucifix
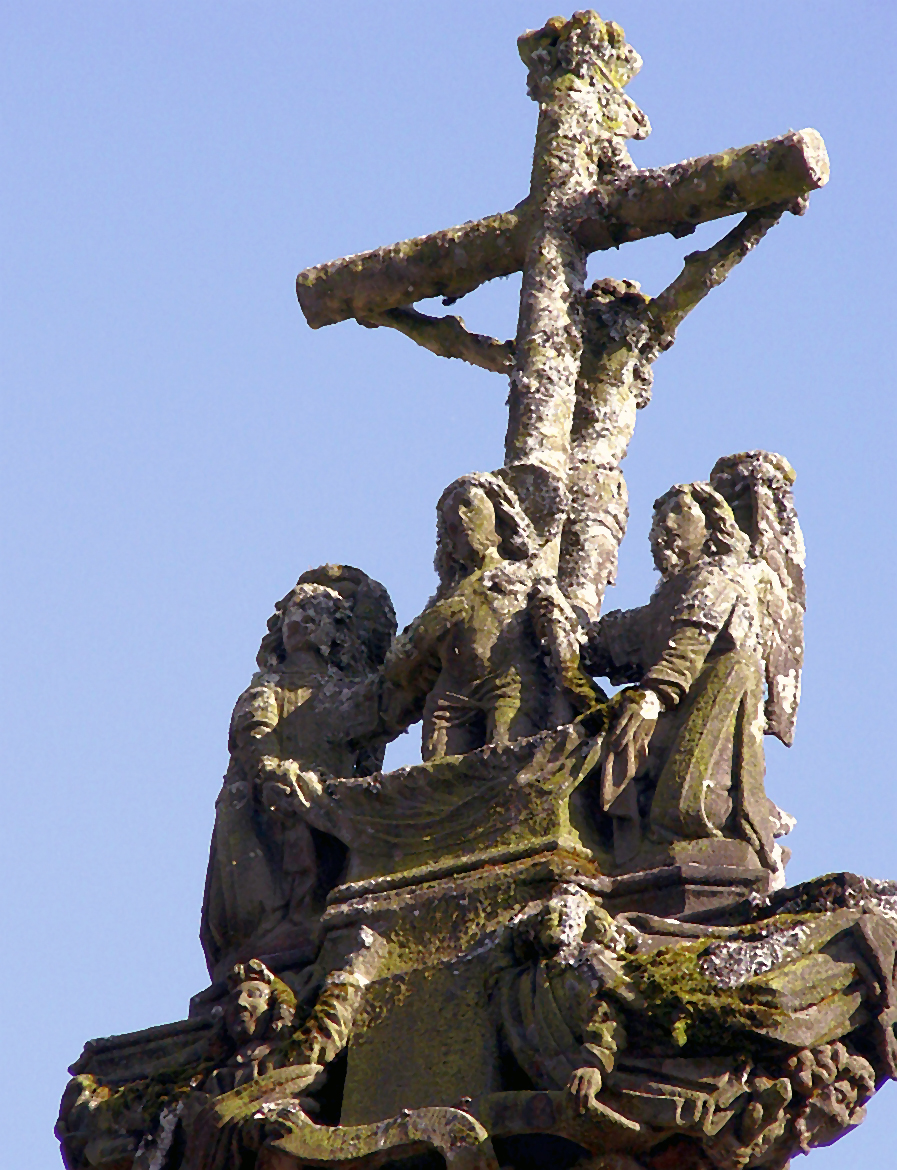
La Martyre : la porte triomphale de l'enclos paroissial, le sommet du calvaire central, l'autre face
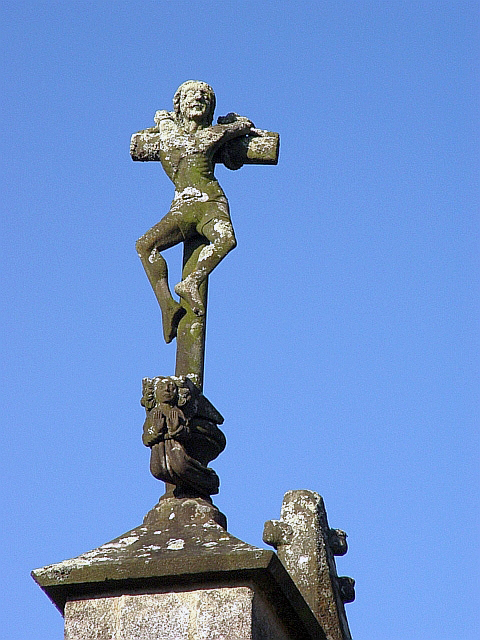
La Martyre : la porte triomphale de l'enclos paroissial, partie sommitale, le bon larron
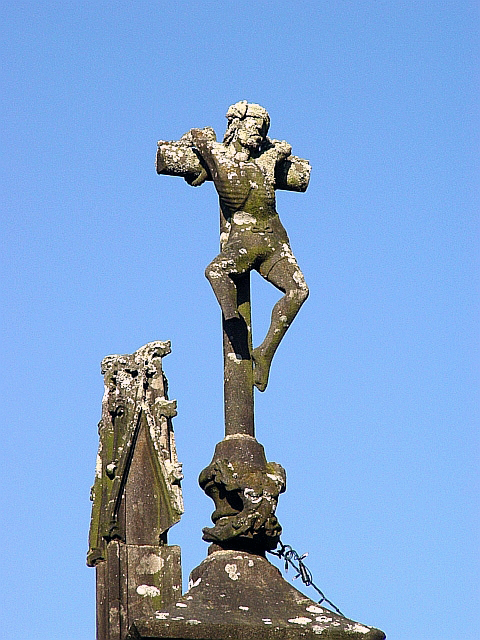
La Martyre : la porte triomphale de l'enclos paroissial, partie sommitale, le mauvais larron

- L'église Saint-Salomon a été restaurée après trente ans de travaux qui ont pris fin en 2010 avec le remplacement des trois vitraux de l'abside et la pose du maître-autel. « La charpente, la toiture, le porche déformé par le temps a reçu une injection de béton qui l'a stabilisé, la porte triomphale et le calvaire situé en son sommet, le retable, les vitraux et le mobilier religieux », énumère Pierre Quélennec, le maire[4]. À l'intérieur de l'église, on découvre un chancel, des vitraux du XVIe à côté de vitraux contemporains, un baptistère, etc. La sacristie, de style jésuite, date de 1697.

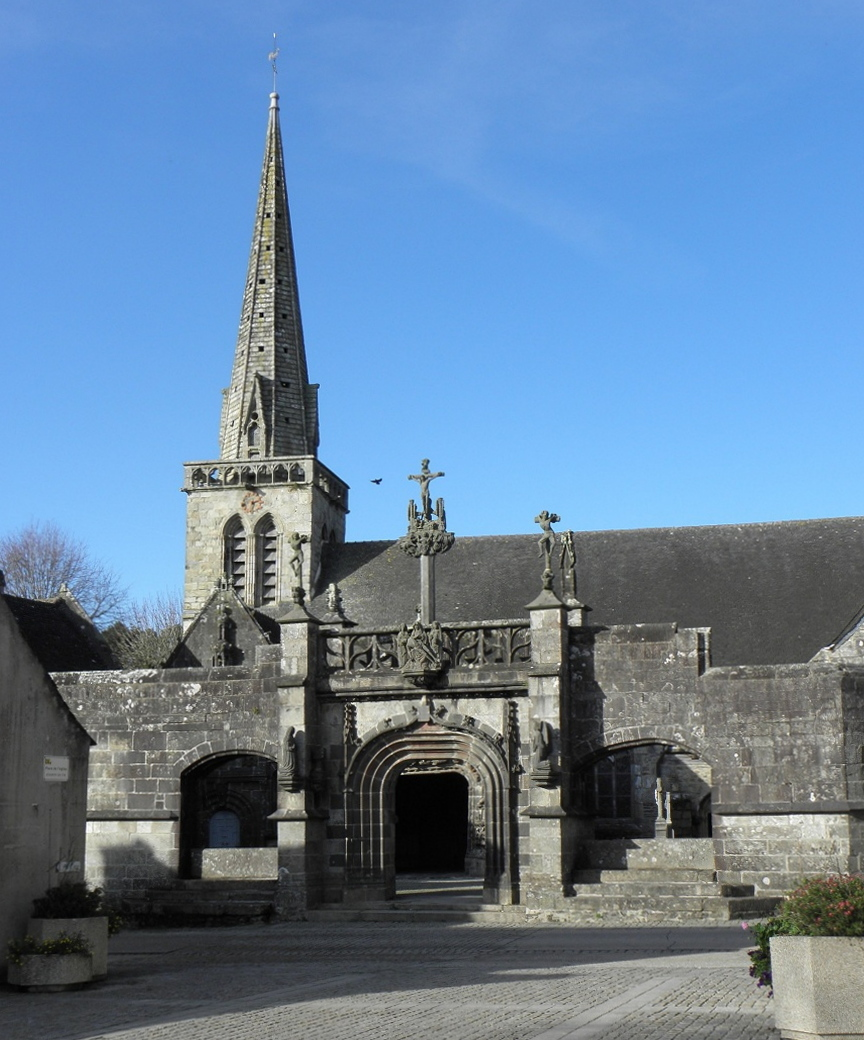
La Martyre : l'église Saint-Salomon, le clocher, le porche et à gauche l'ossuaire
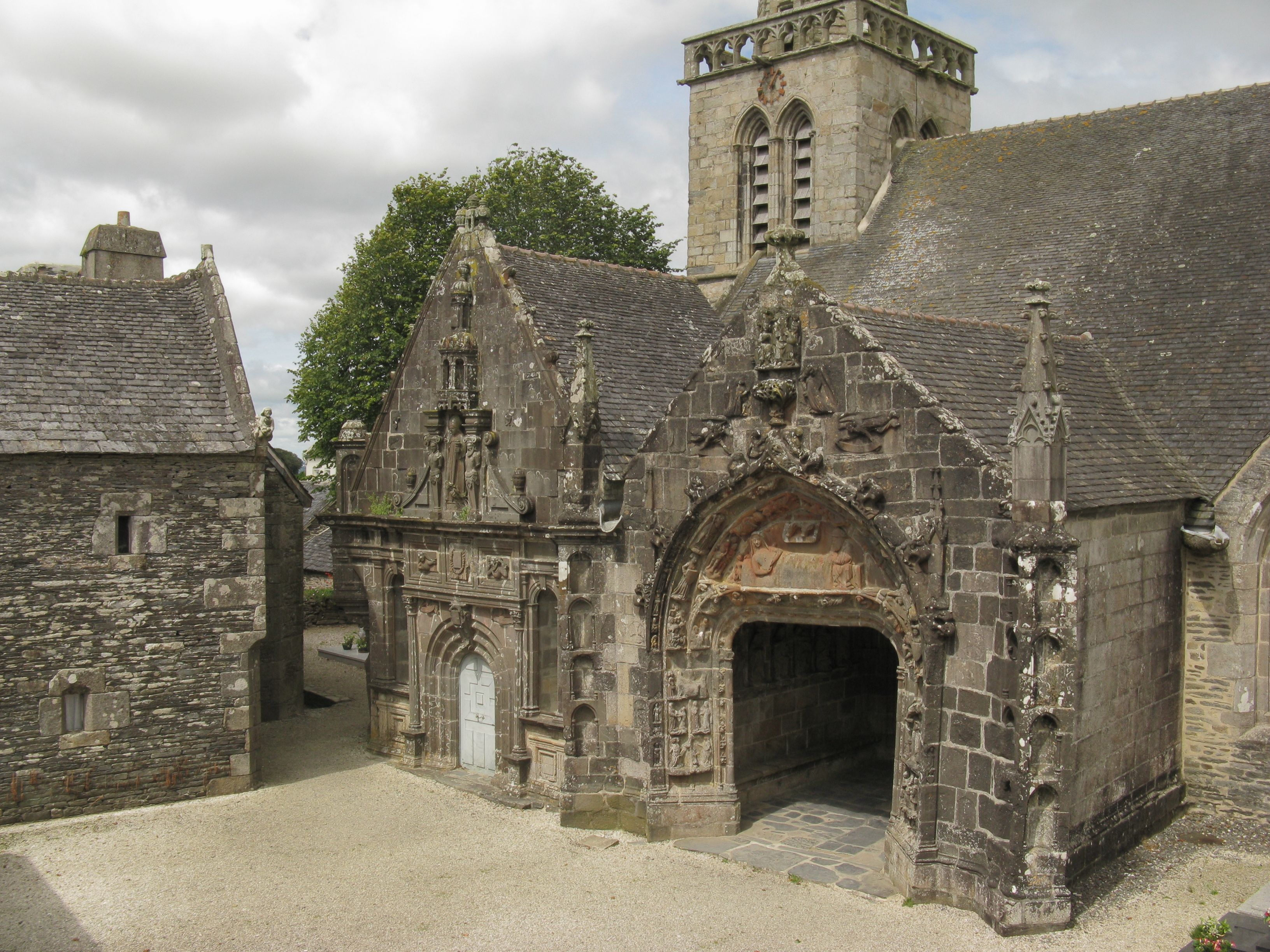
La Martyre : l'église Saint-Salomon, le porche et à gauche l'ossuaire 1
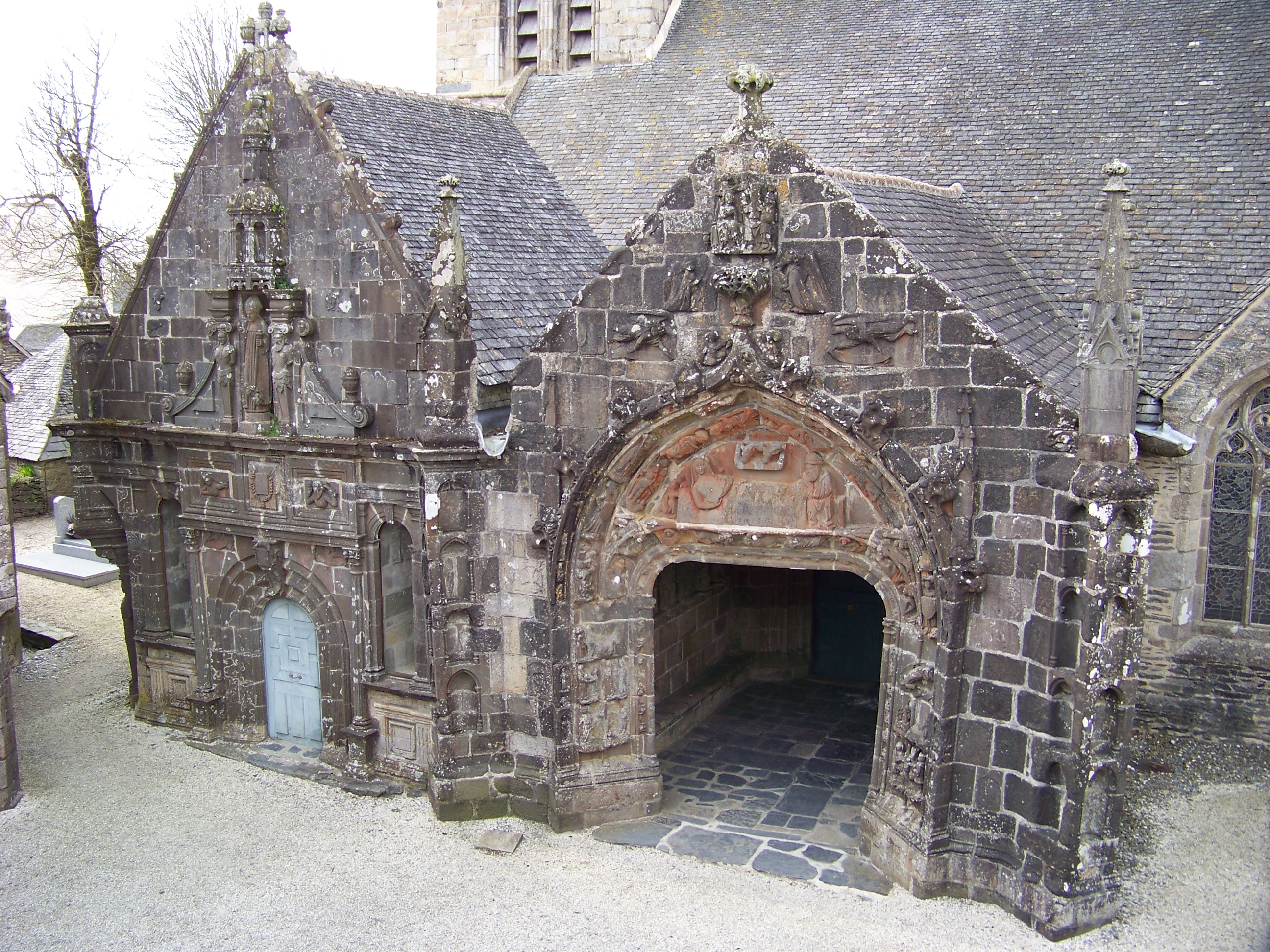
La Martyre : l'église Saint-Salomon, le porche et à gauche l'ossuaire 2
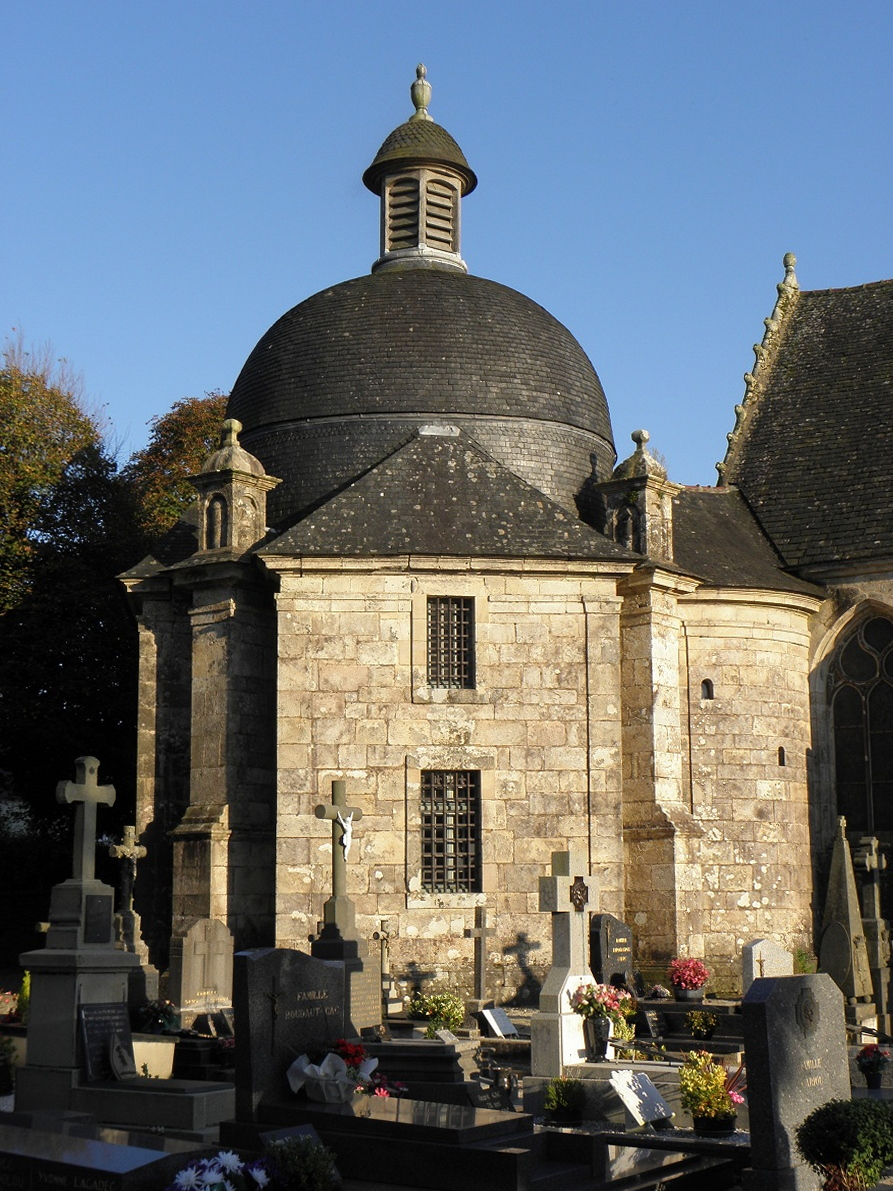
La Martyre, église Saint-Salomon, la sacristie de style jésuite, vue extérieure d'ensemble
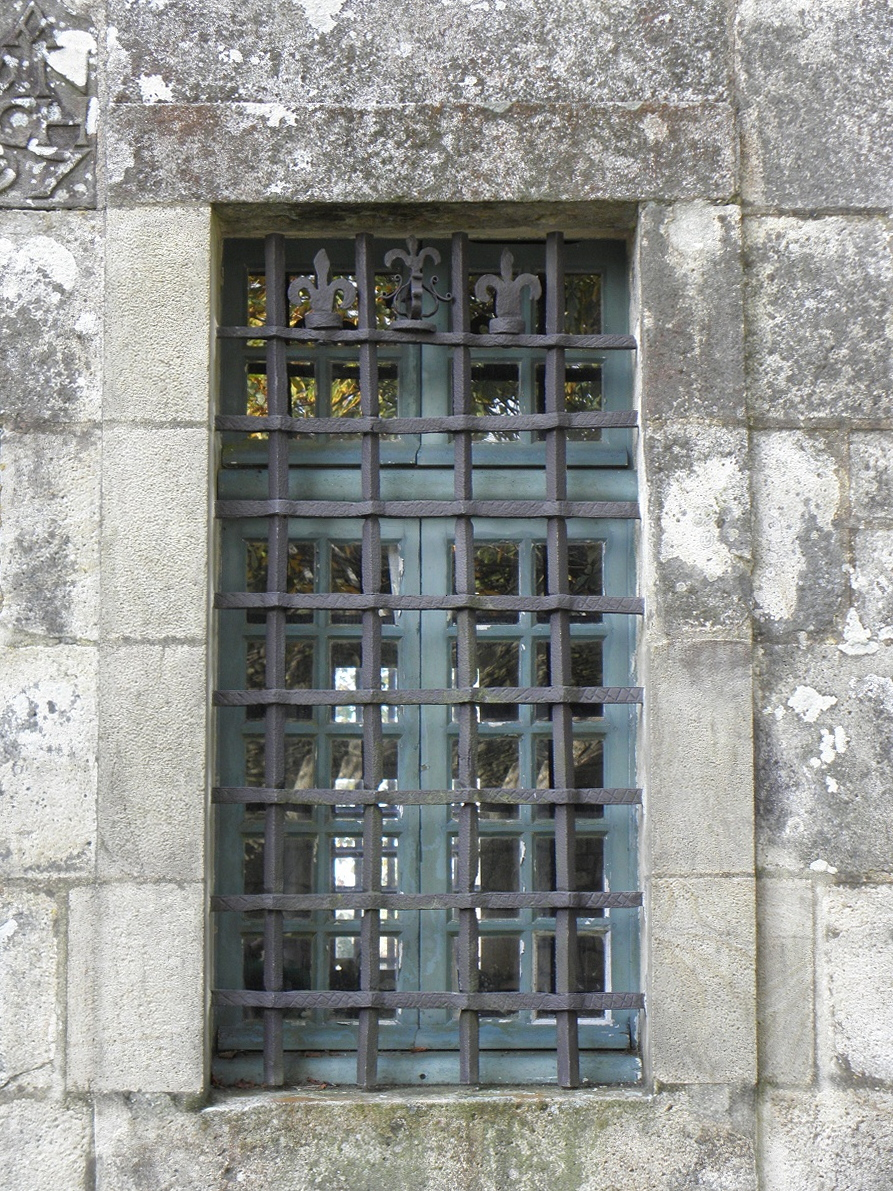
La Martyre, église Saint-Salomon, la sacristie, fenêtre ornée de fleurs de lys
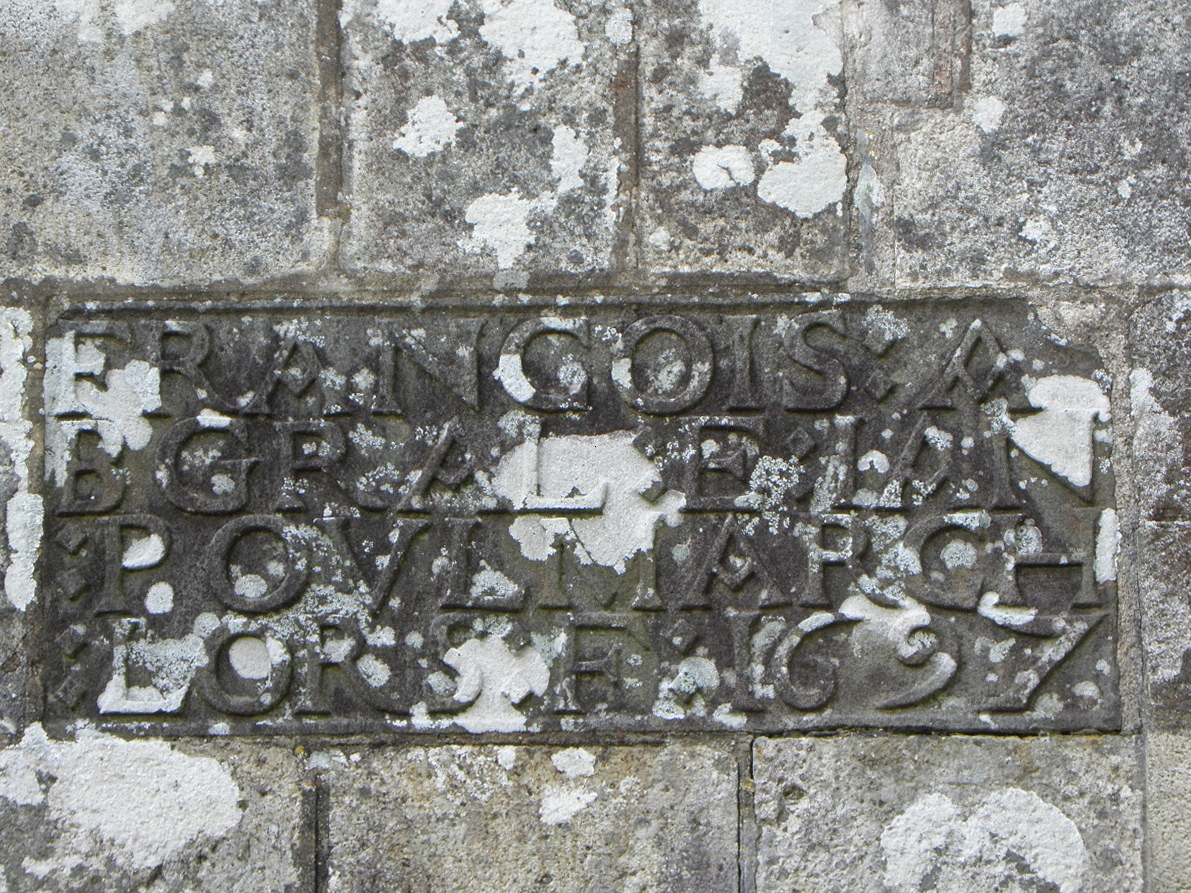
La Martyre, église Saint-Salomon, inscription millésimant la construction de la sacristie (1697)

- Le porche sud, en pierre de kersanton, présente plusieurs scènes de la vie du Christ et est dédié à la Vierge sur son tympan et ses voussures, présentant notamment une Nativité à la Vierge couchée[5], autrefois allaitante, mais mutilée par un prêtre pudibond, qui était peint de couleur vive ou encore un joueur de crosse, sans doute un berger de Bethléem[6]. Les apôtres sont présents comme piliers de l'église accueillant le fidèle et ouvrant la route vers Notre-Dame-de-Bonne-Encontre[7]. À l'intérieur du porche se trouve un bénitier surmonté d'une statue de l'Ankou ; des niches situées sur les deux murs contiennent des statues des douze apôtres et une fresque située sur son plafond, mal conservée, représente les quatre Évangélistes. Une double porte située au fond du porche et datant de 1693, donne accès à l'intérieur de l'église.
  - Vues de l'extérieur du porche :

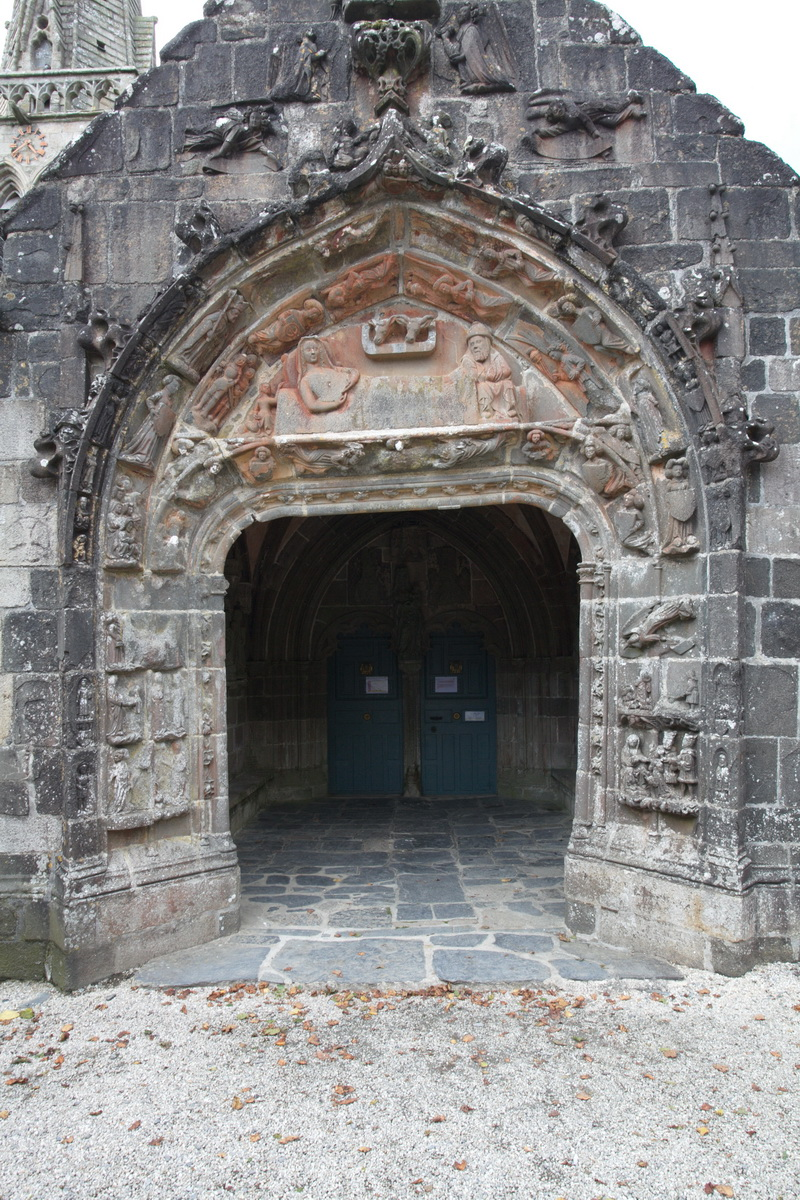
La Martyre : l'église Saint-Salomon, le porche sud, la façade
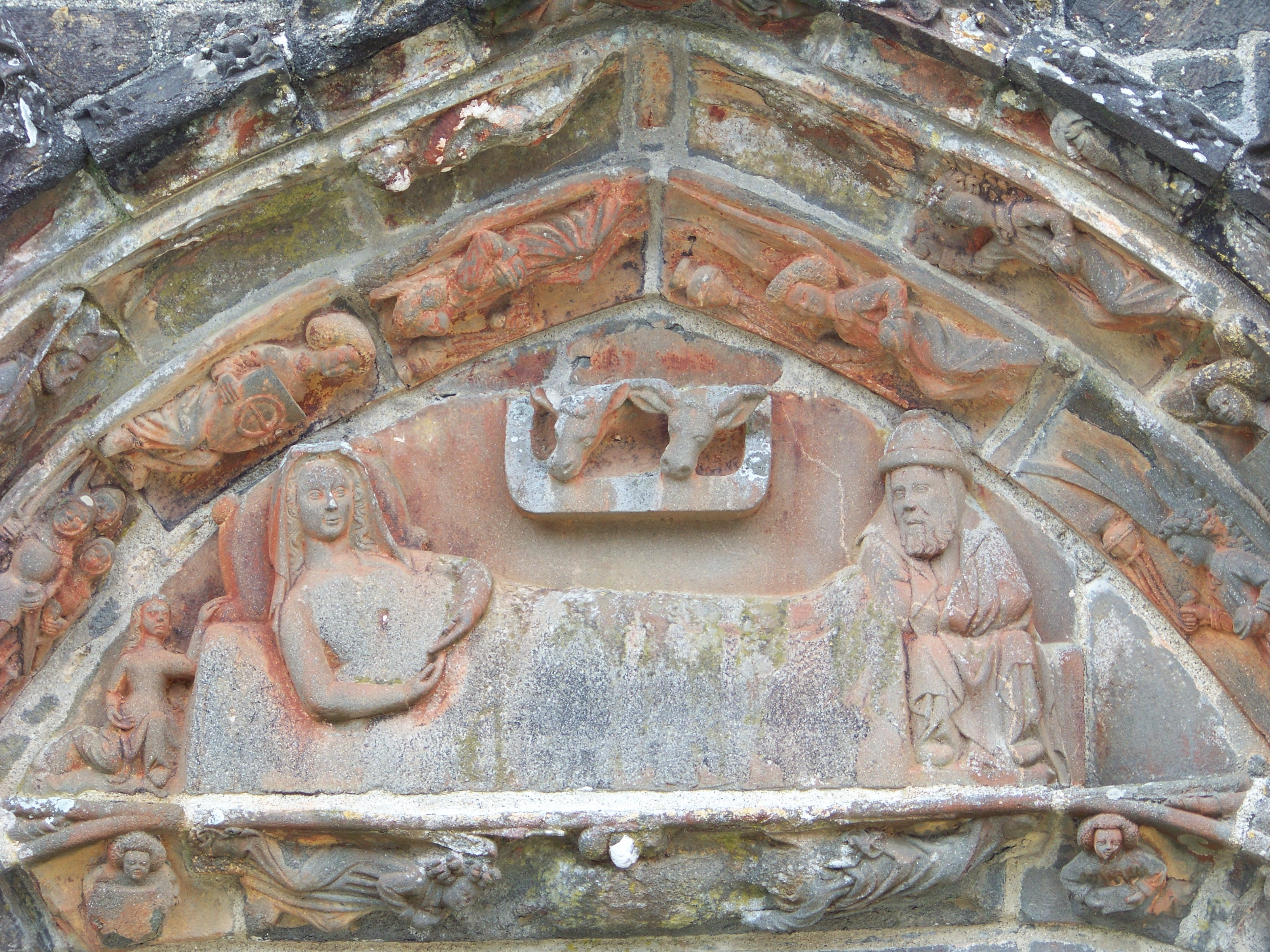
La Martyre : l'église Saint-Salomon, tympan du porche, groupe statuaire de la Nativité
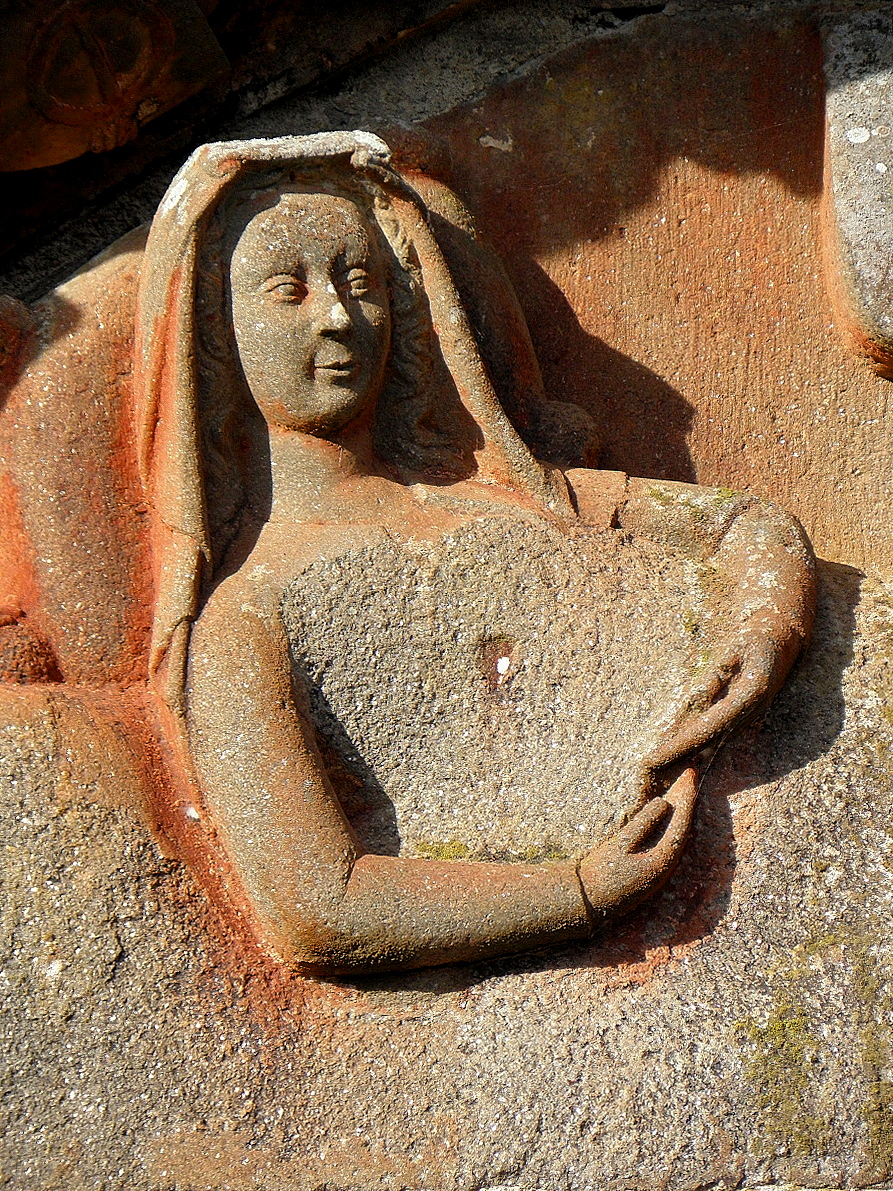
La Martyre : l'église Saint-Salomon, tympan du porche, groupe statuaire de la Nativité, la Vierge de Nativité
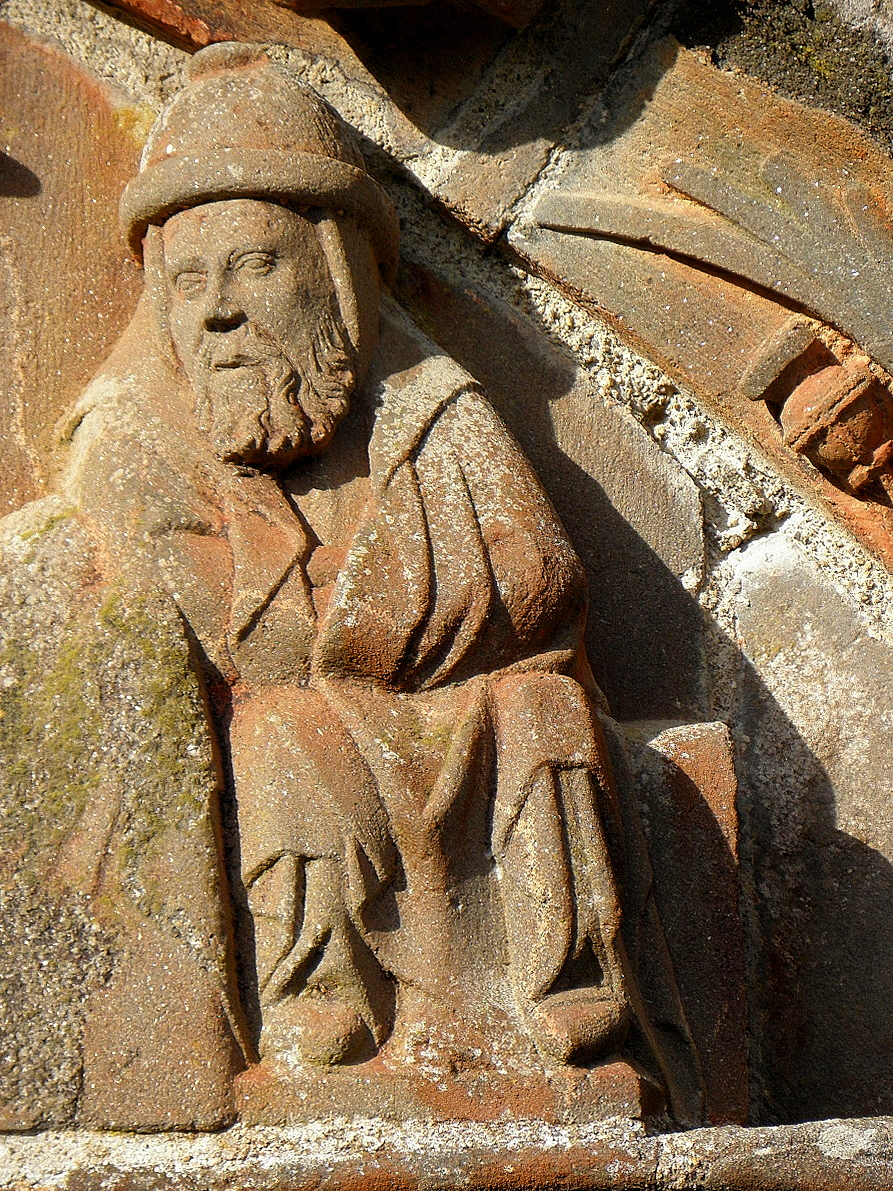
La Martyre : l'église Saint-Salomon, tympan du porche, groupe statuaire de la Nativité, Saint Joseph de Nativité
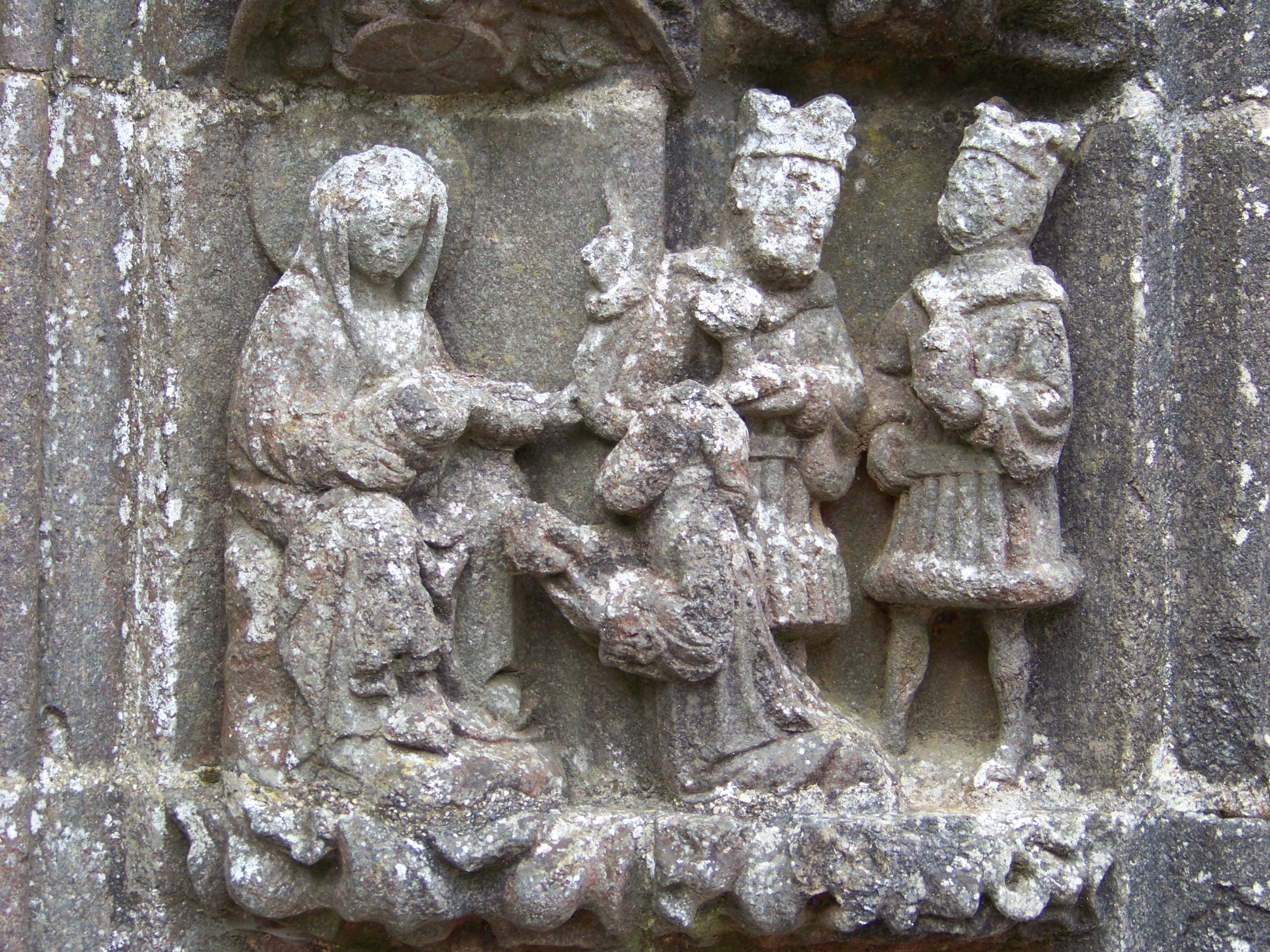
La Martyre : l'église Saint-Salomon, le porche, groupe statuaire de l'Adoration des rois mages
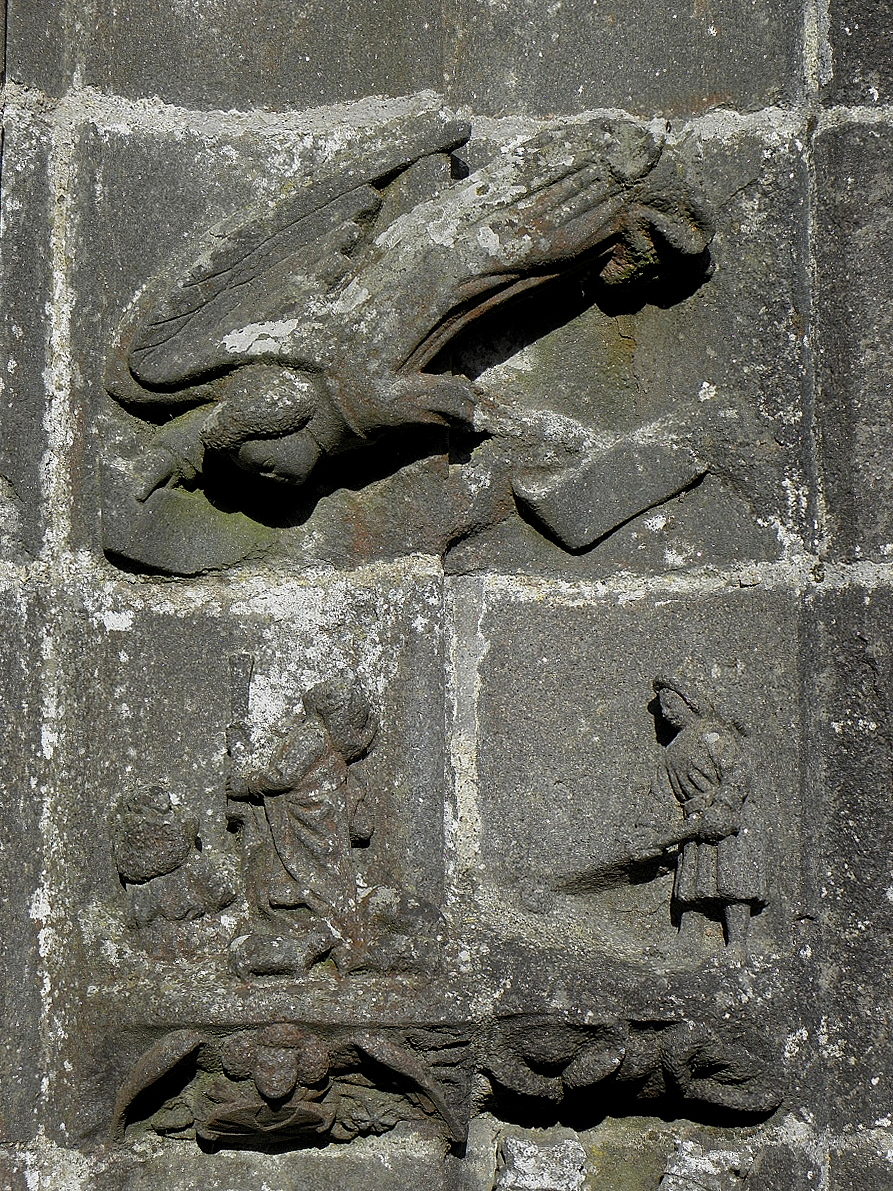
La Martyre : l'église Saint-Salomon, le porche, Annonce aux bergers
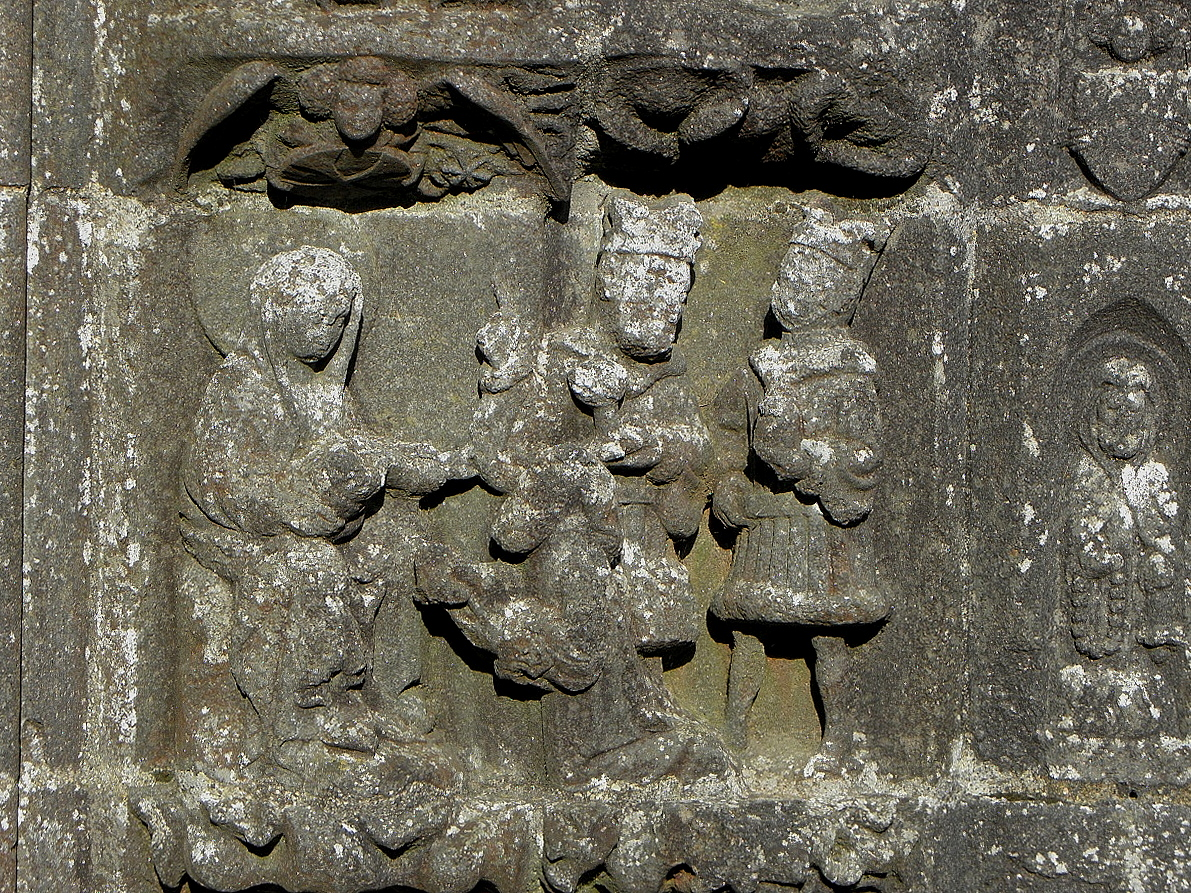
La Martyre : l'église Saint-Salomon, le porche, Adoration des mages
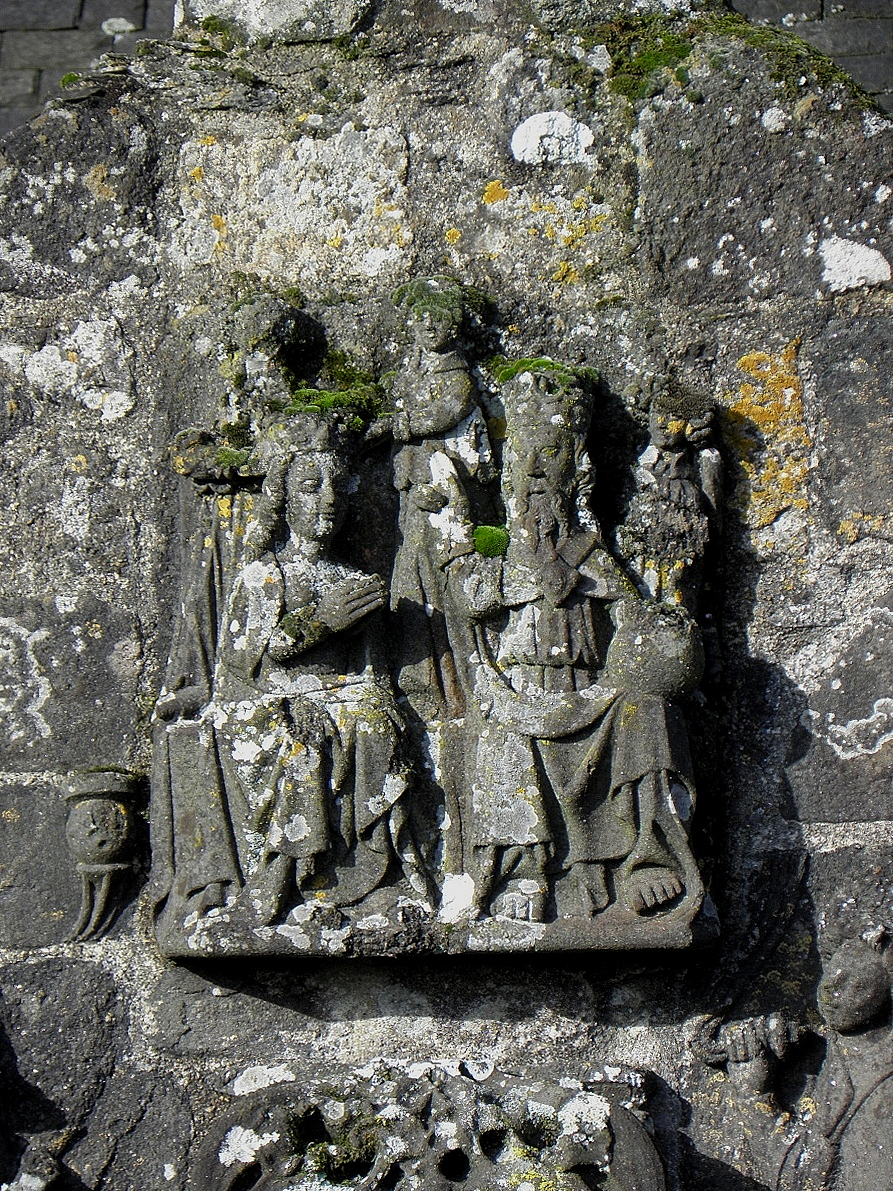
La Martyre : l'église Saint-Salomon, le porche, Couronnement de la Vierge
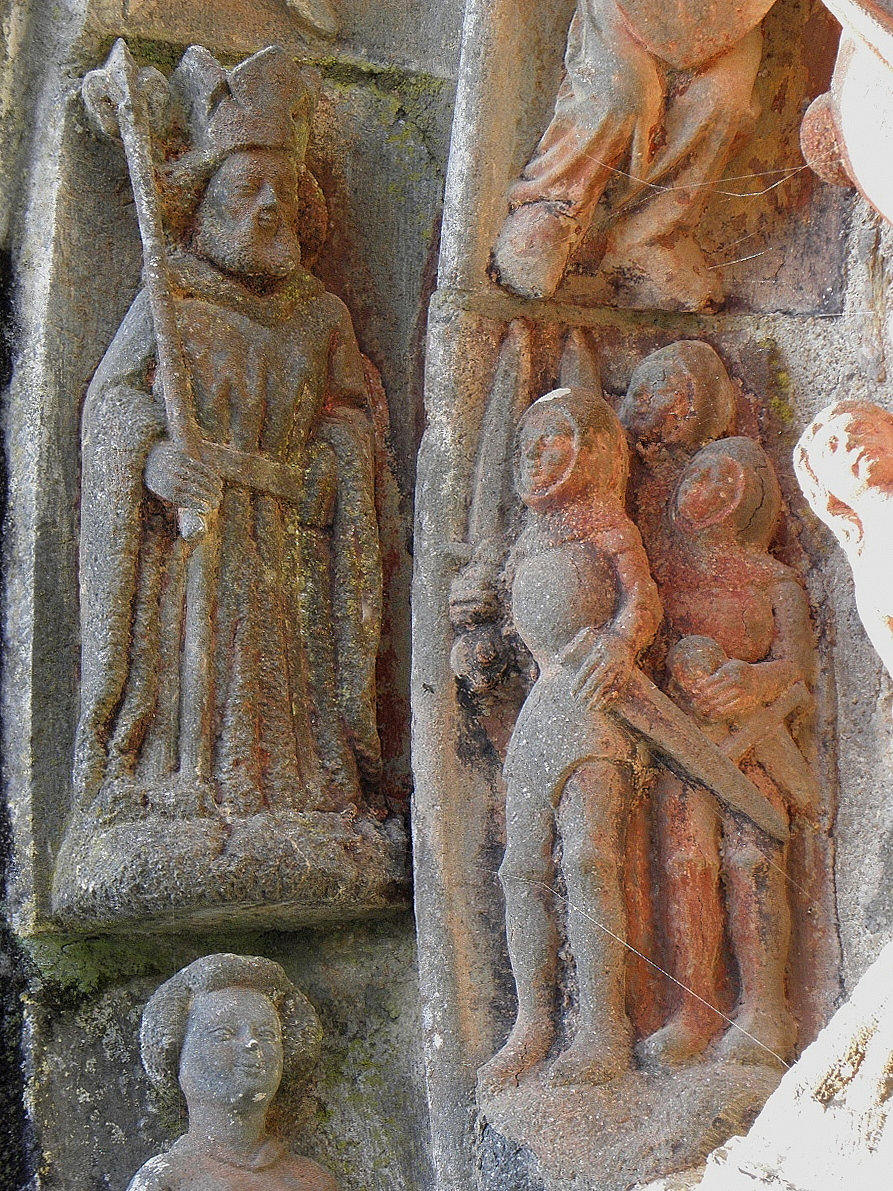
La Martyre : l'église Saint-Salomon, le porche, Saint Salomon et des soldats
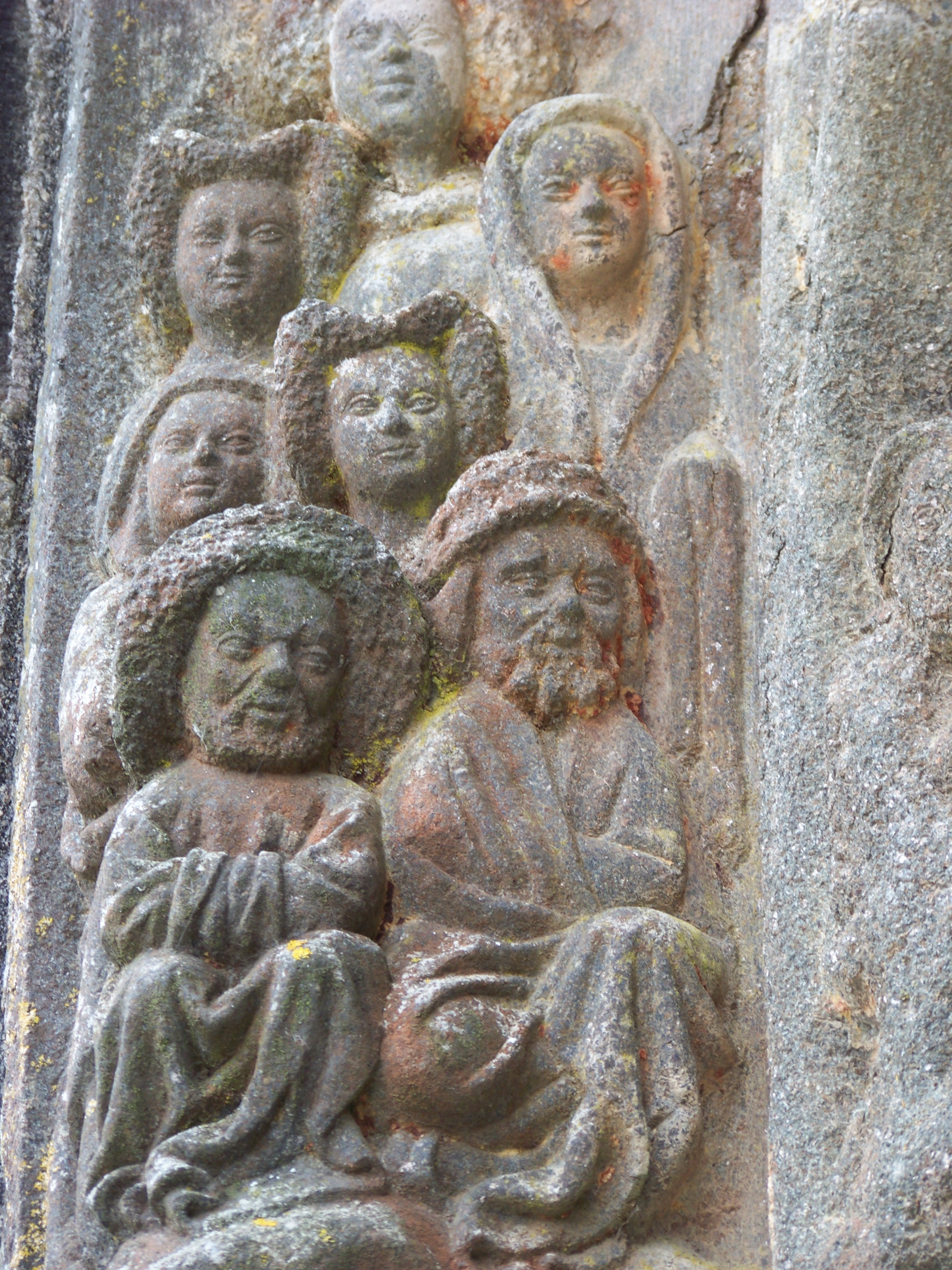
La Martyre : l'église Saint-Salomon, le porche, têtes de personnages (bergers)
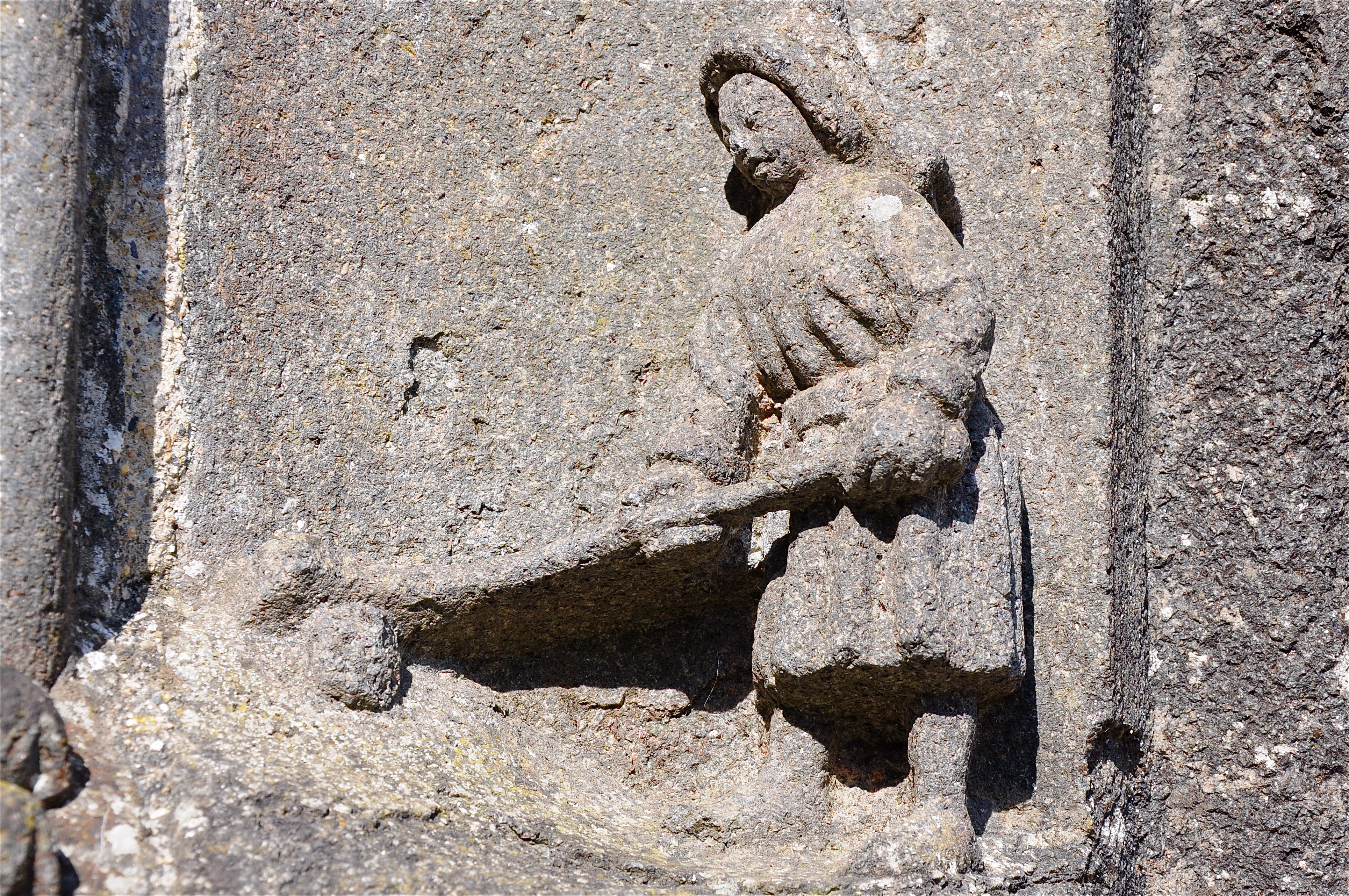
La Martyre : l'église Saint-Salomon, le porche, un personnage (berger joueur de crosse)
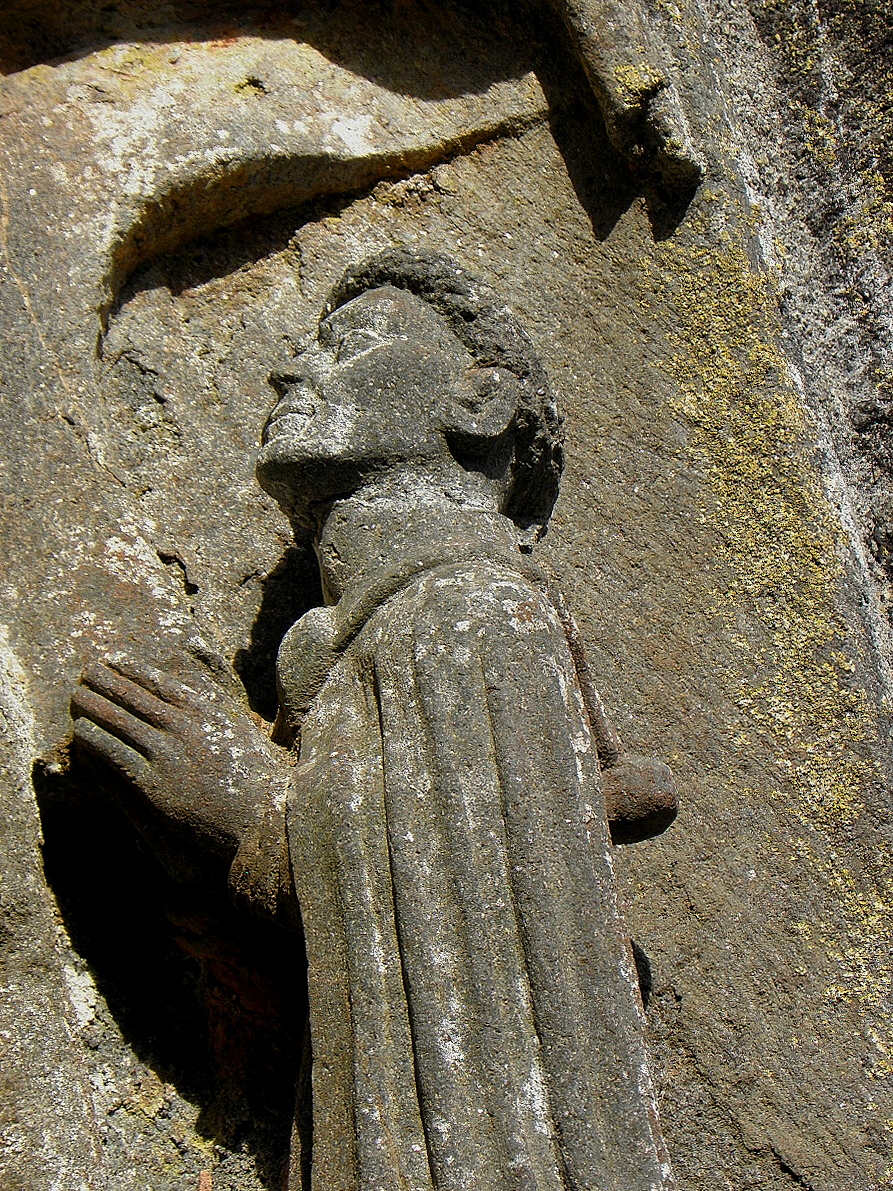
La Martyre : l'église Saint-Salomon, le porche, personnage priant
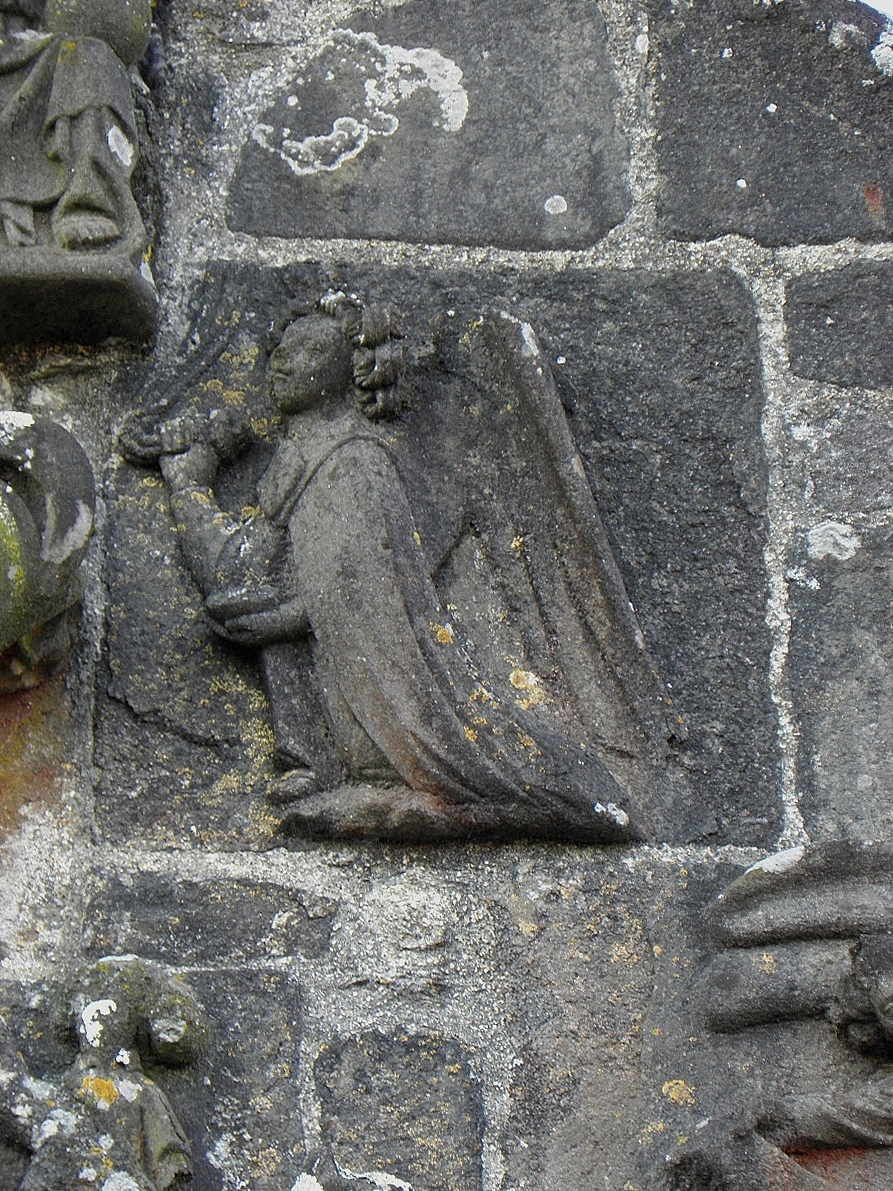
La Martyre : l'église Saint-Salomon, le porche, un ange
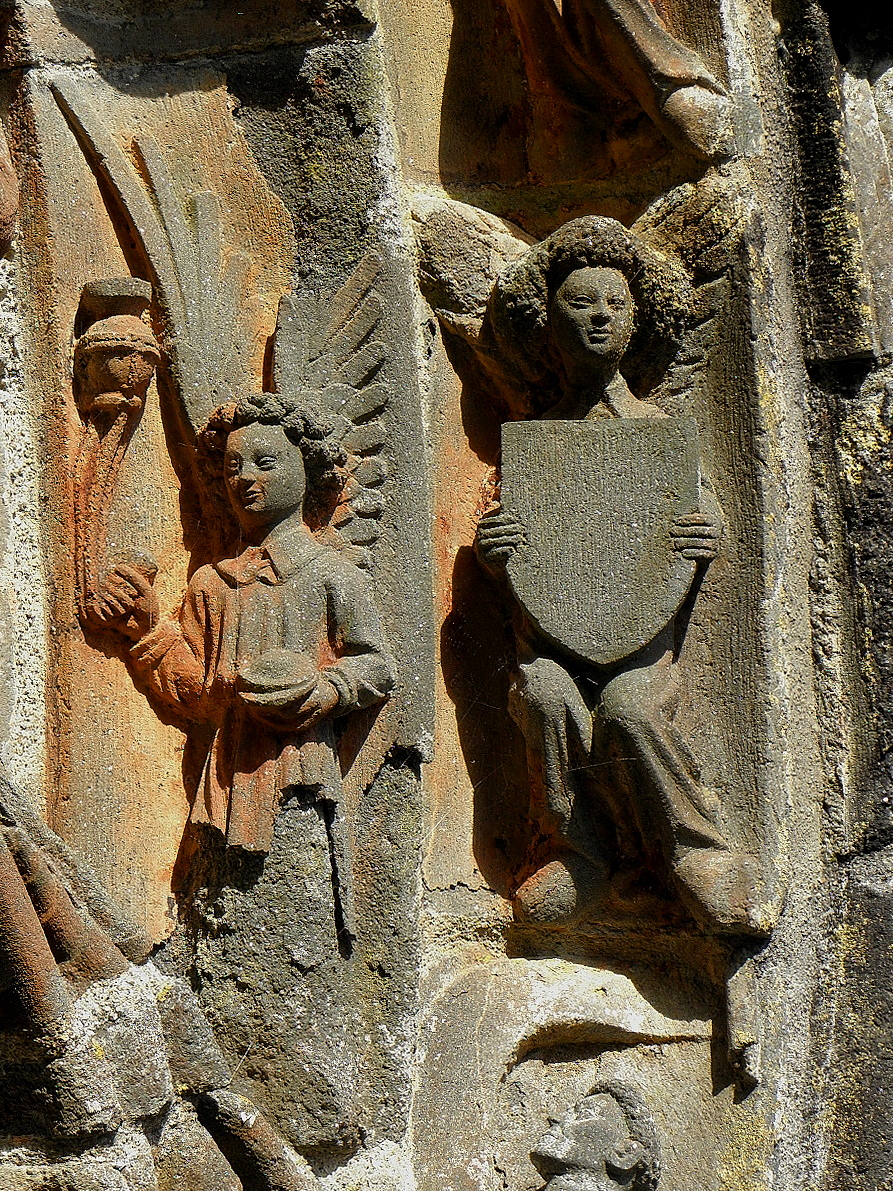
La Martyre : l'église Saint-Salomon, le porche, personnage à écusson et autre personnage

- - Vues de l'intérieur du porche :

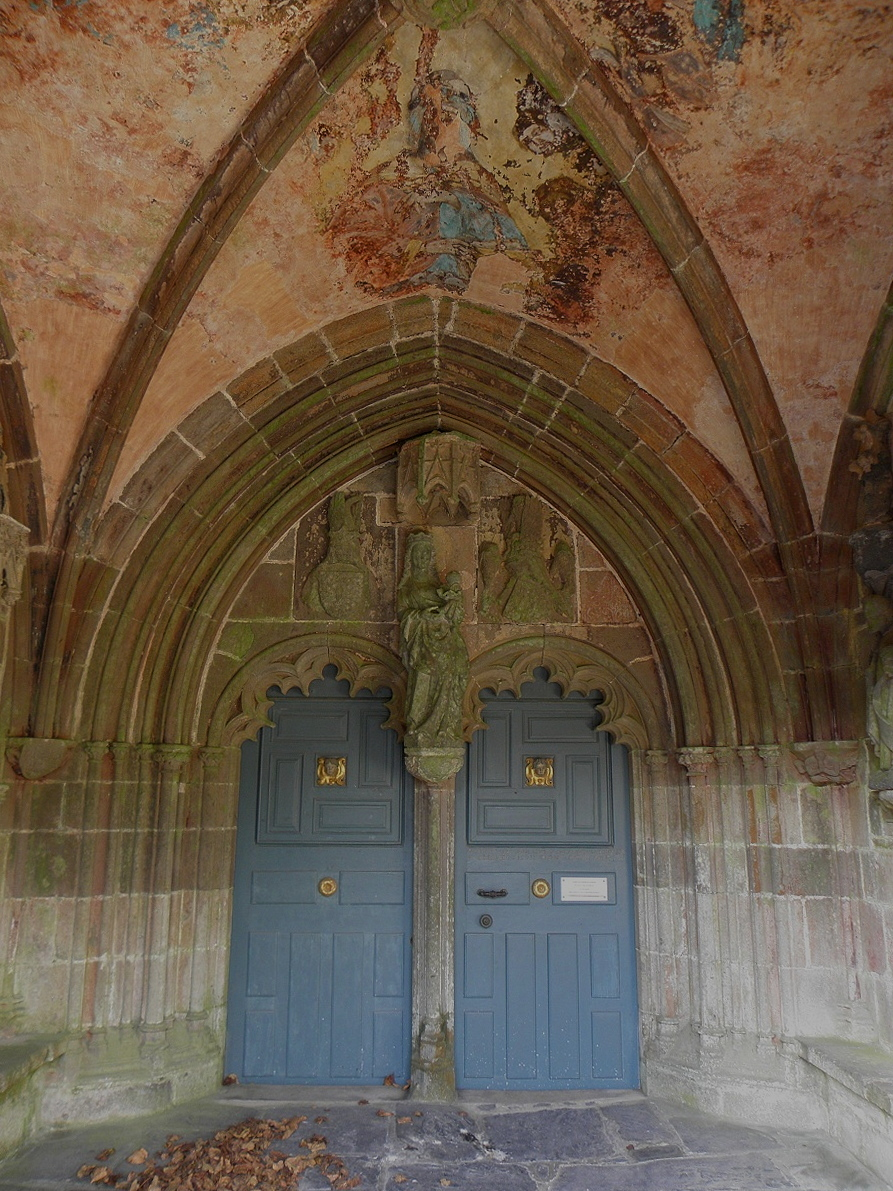
La Martyre : l'église Saint-Salomon, le porche, portes jumelées donnant accès à l'église
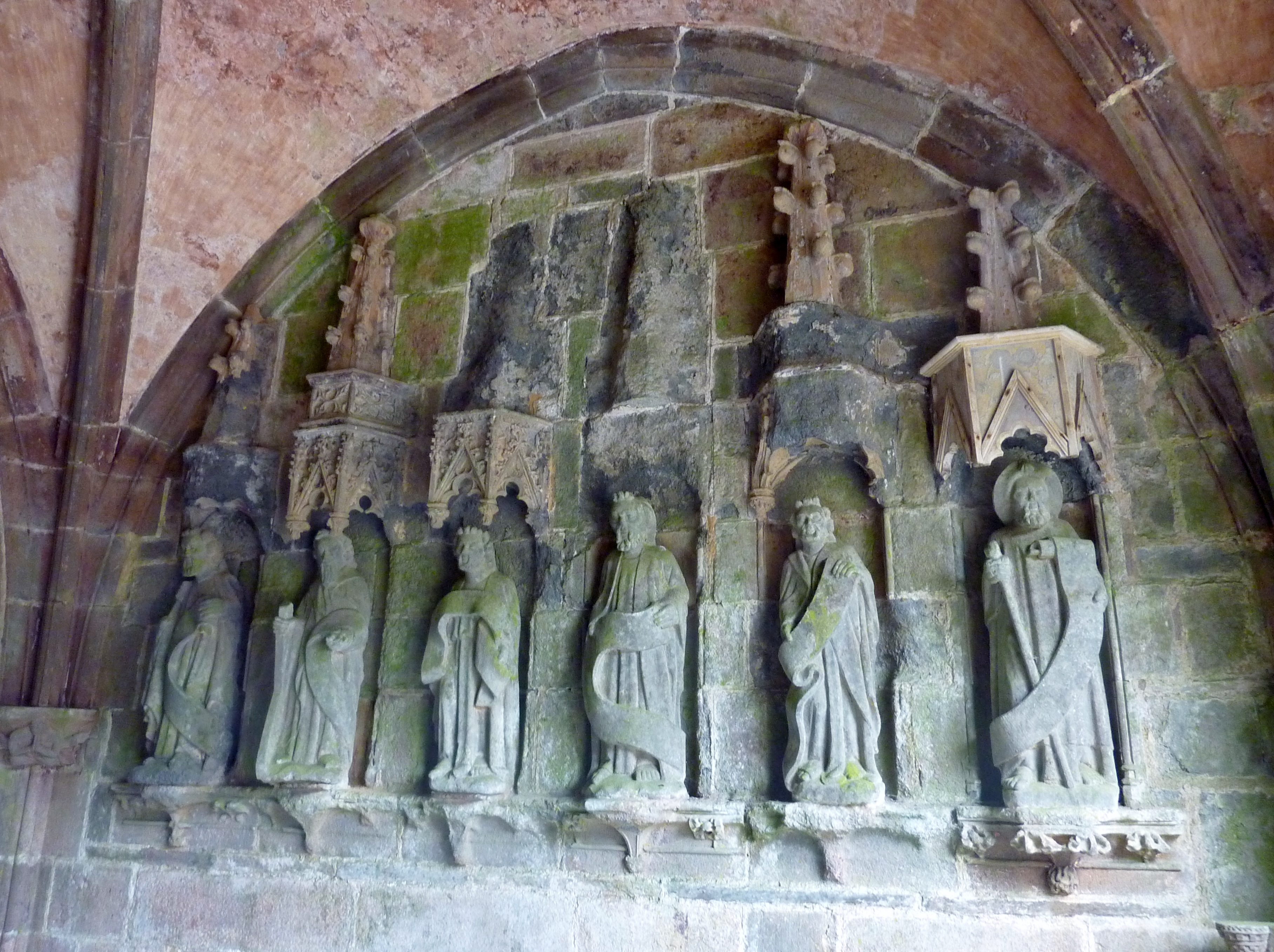
La Martyre : l'église Saint-Salomon, le porche, statues des apôtres, côté ouest
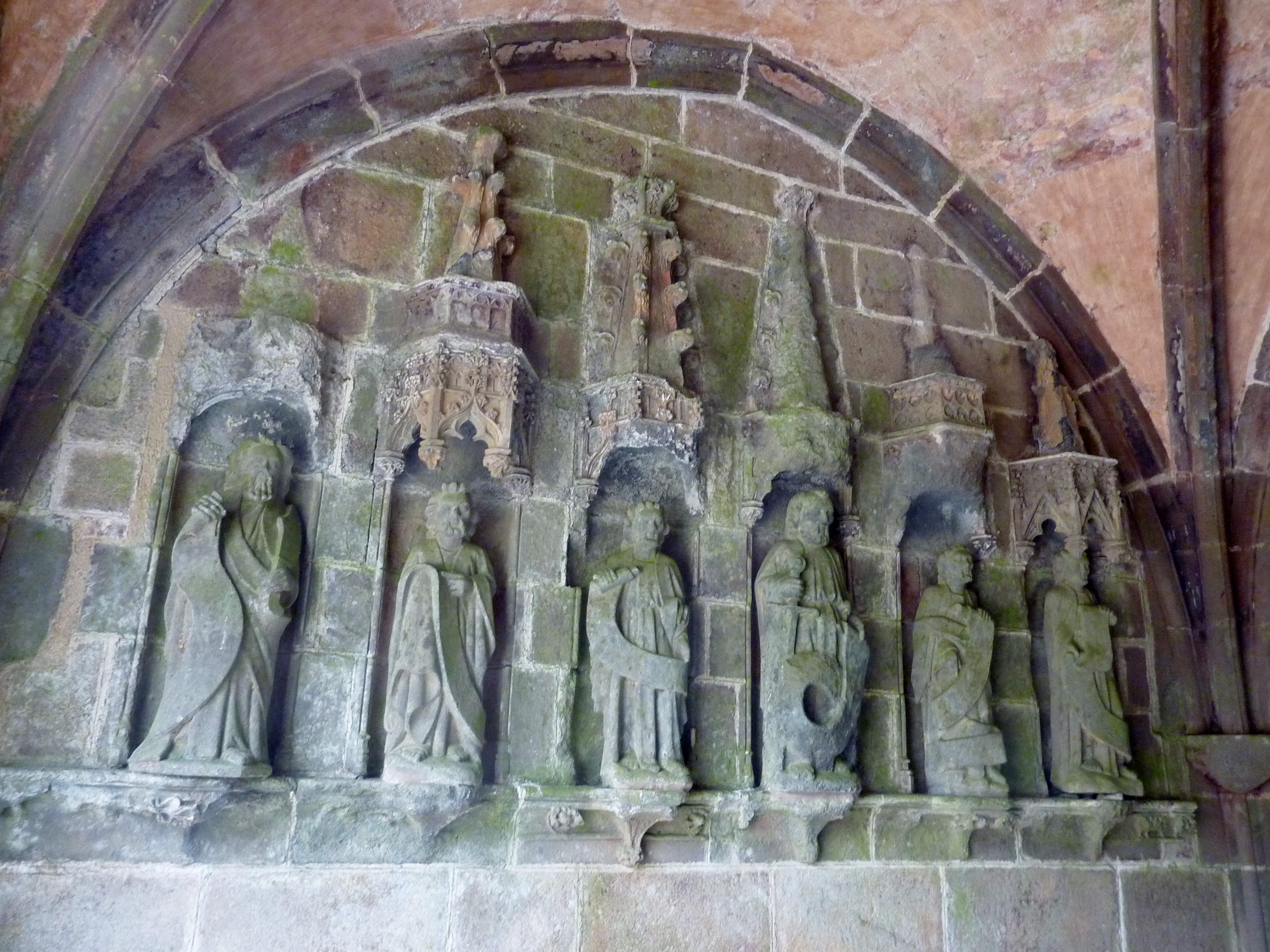
La Martyre : l'église Saint-Salomon, le porche, statues des apôtres, côté est
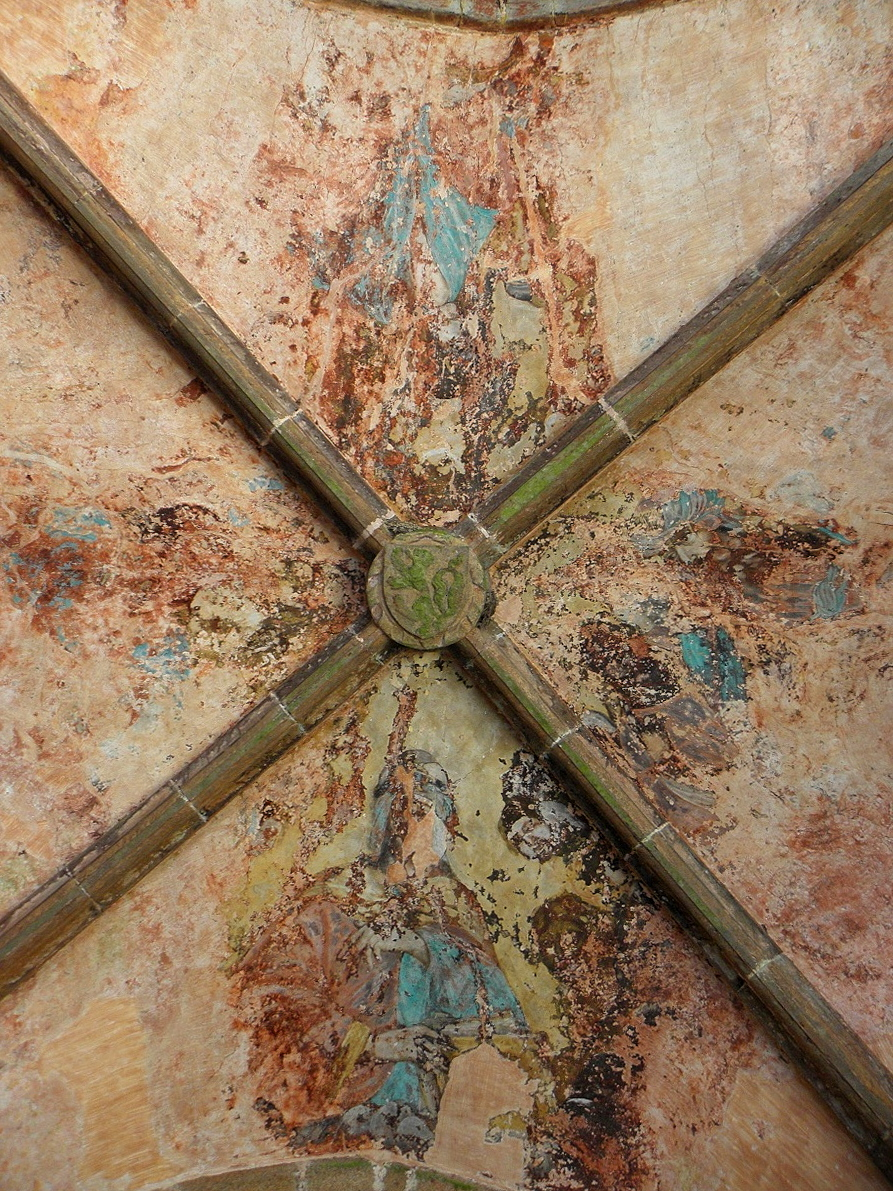
La Martyre : l'église Saint-Salomon, le porche, la voûte d'ogives
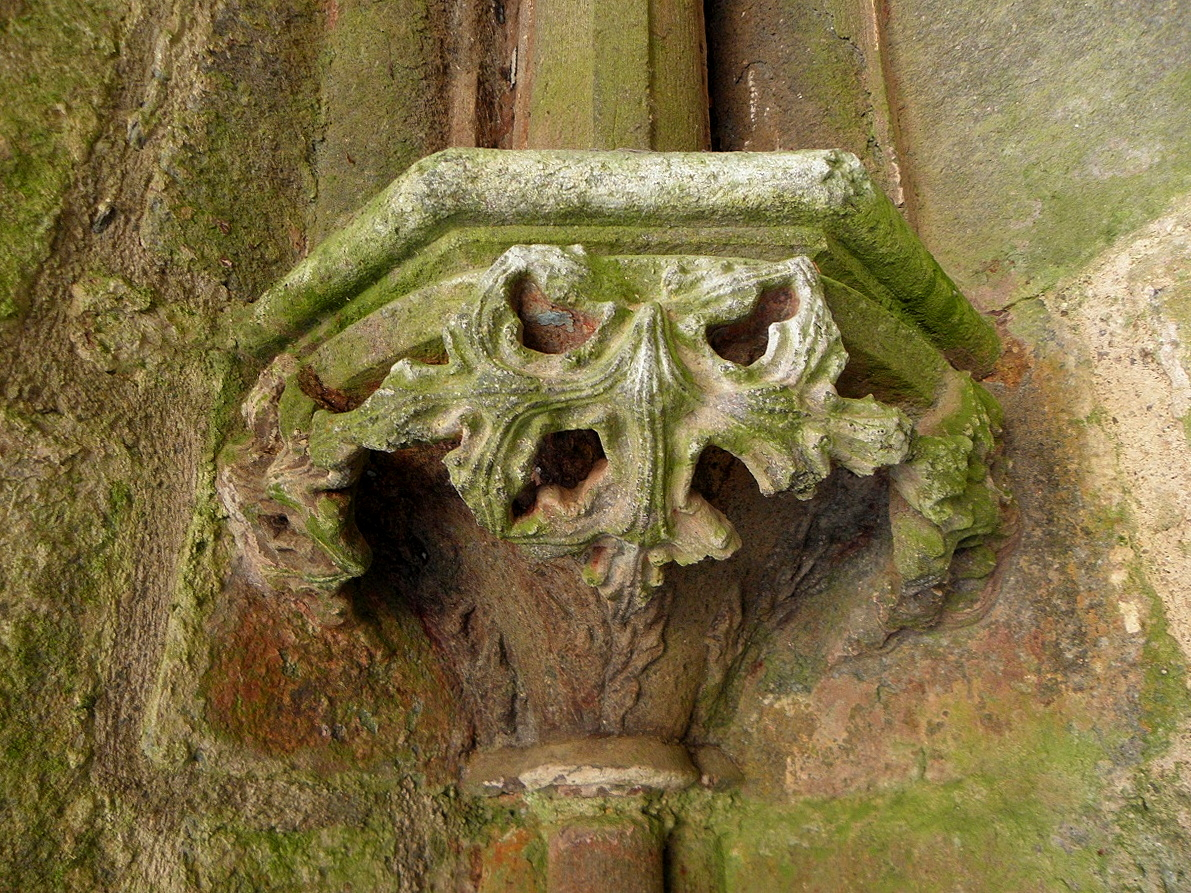
La Martyre : l'église Saint-Salomon, le porche, culot à la retombée d'une ogive
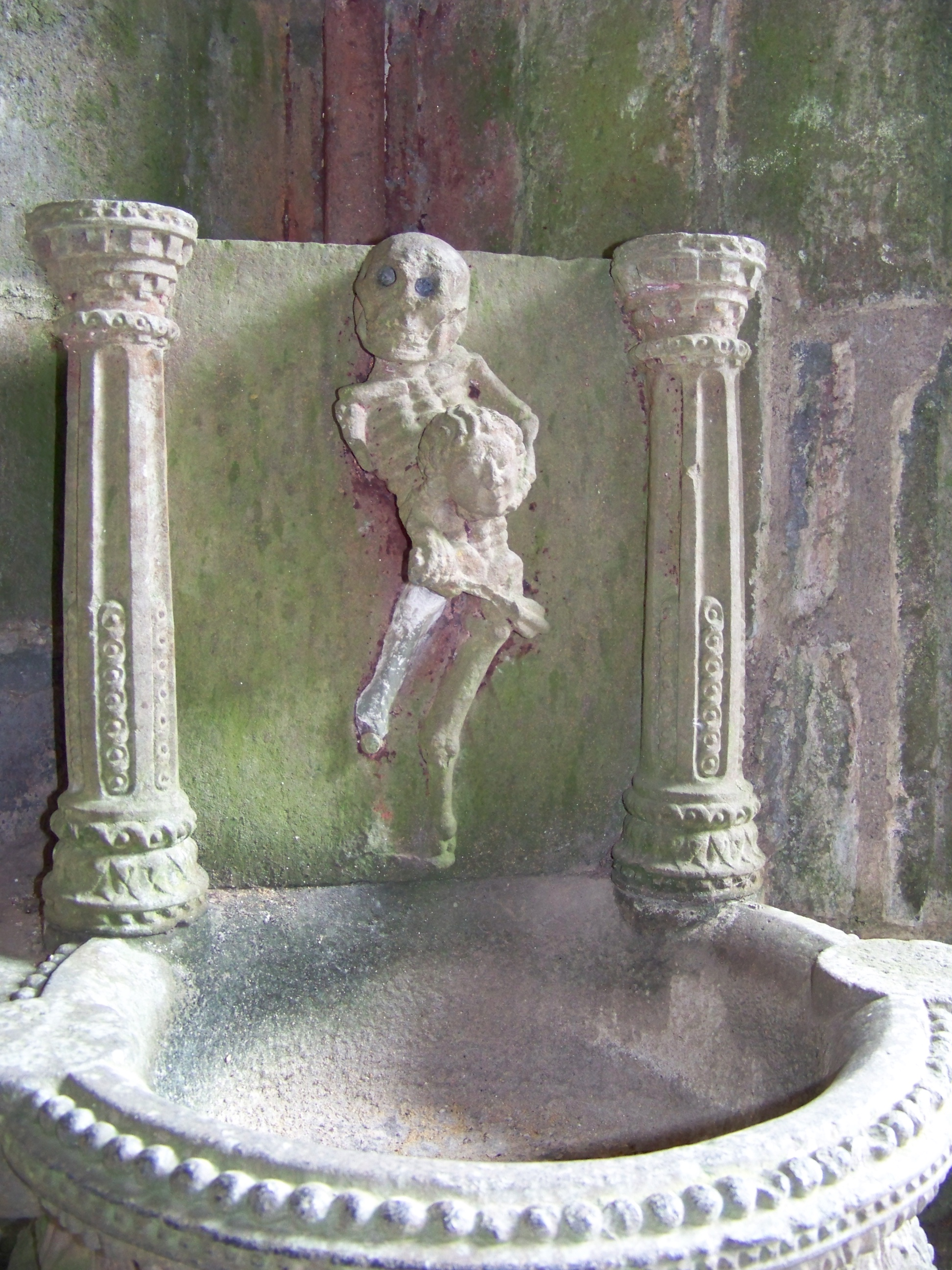
La Martyre : église saint-Salomon, le bénitier à l'Ankou 1
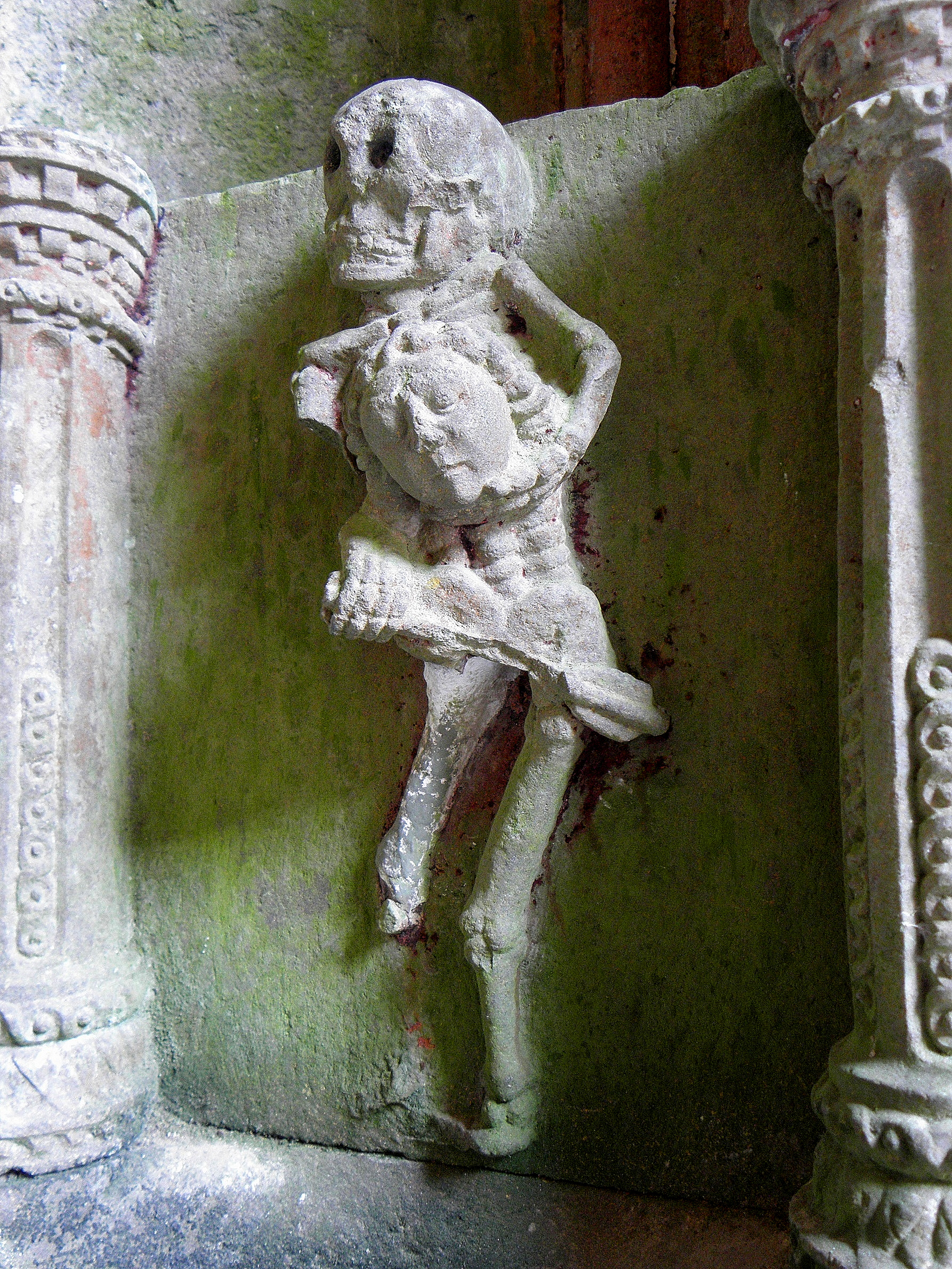
La Martyre : église saint-Salomon, le bénitier à l'Ankou 2

- L'ossuaire de 1619 rappelle sa fonction par la présence d'un homme qui brandit un crâne et un os et la citation en breton : « La mort, le jugement, l'enfer glacé, quand l'homme y songe, il doit trembler : fol est, si par mégarde son esprit ne voit qu'il faut mourir »[8]. À son angle se trouve une cariatide à demi nue, connue sous le nom de « Cariatide aux bandelettes », sculptée en 1619 par l' atelier du maître de Plougastel : elle présente une femme aux seins nus offerts aux regards, symbole de la femme tentatrice.

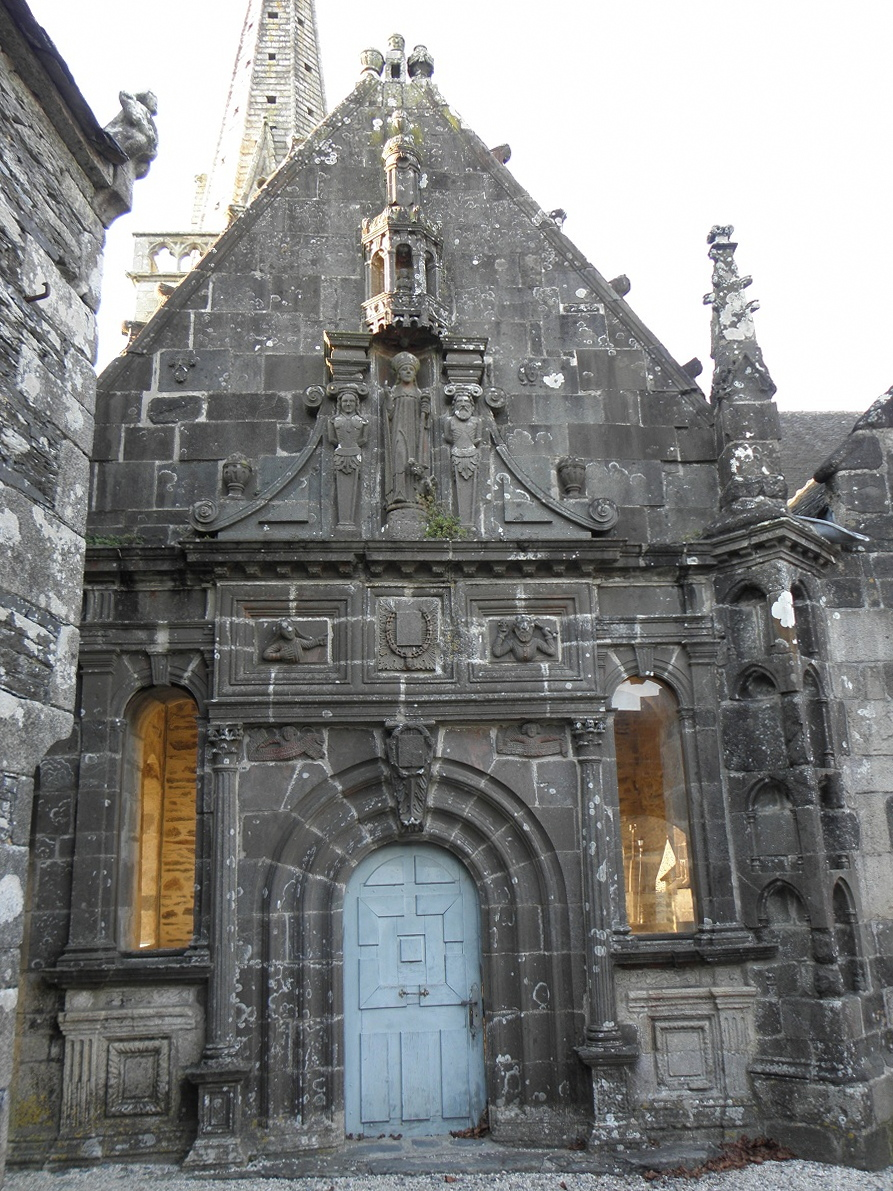
La Martyre : façade de l'ossuaire, vue d'ensemble
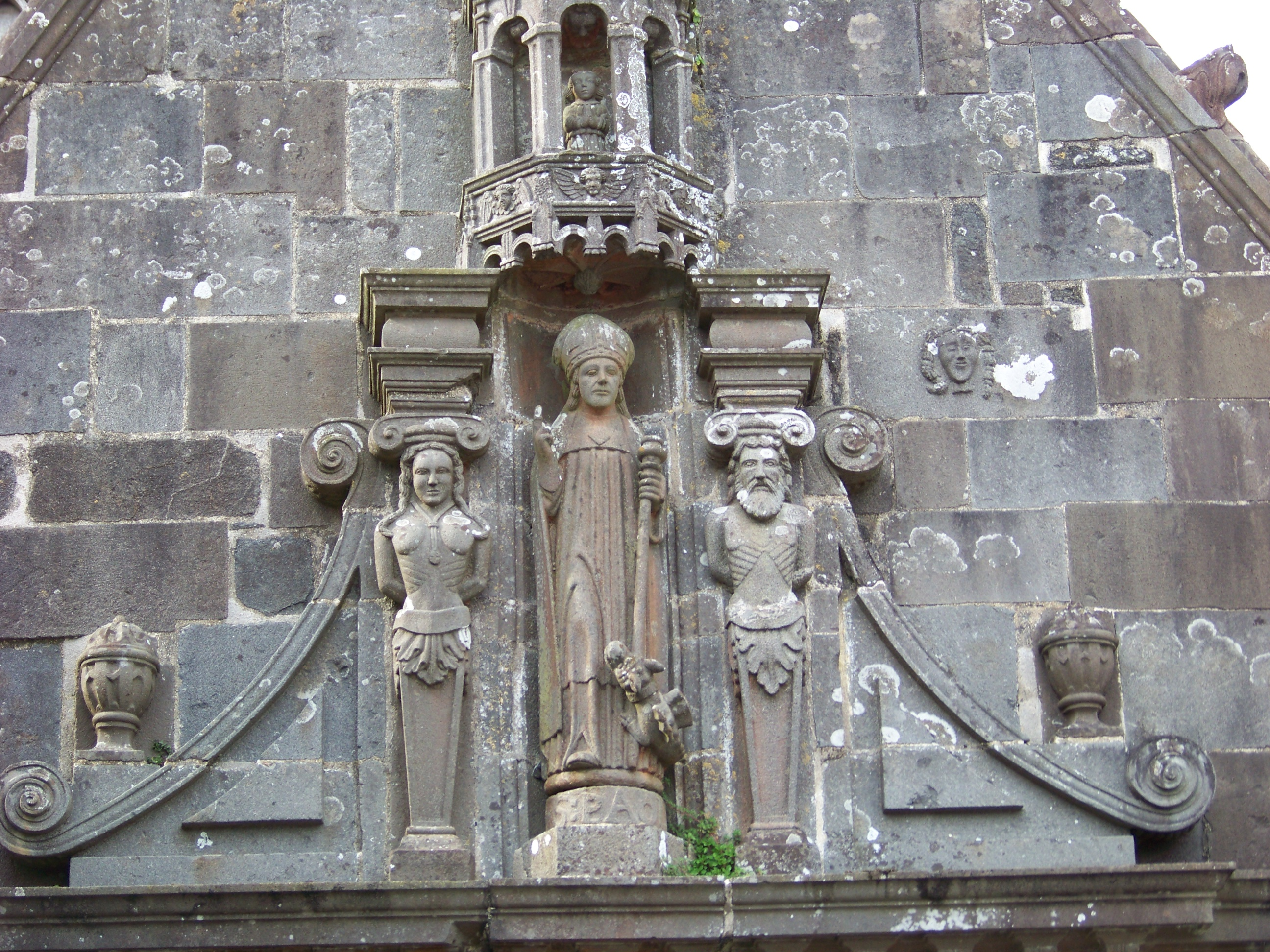
La Martyre, église Saint-Salomon, façade de l'ossuaire, statue de Pol Aurélien
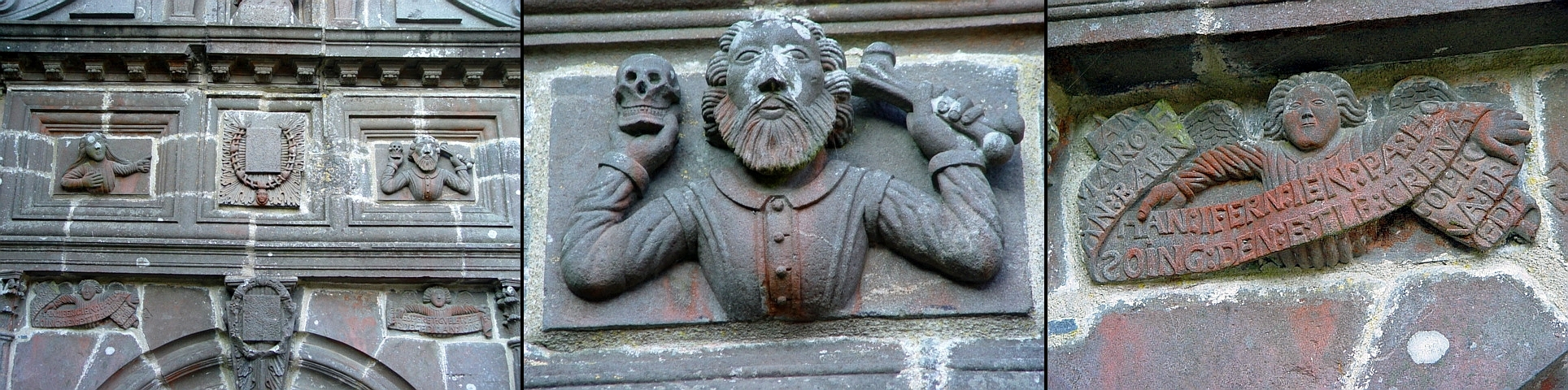
La Martyre, l'ossuaire, les sculptures de la façade méridionale
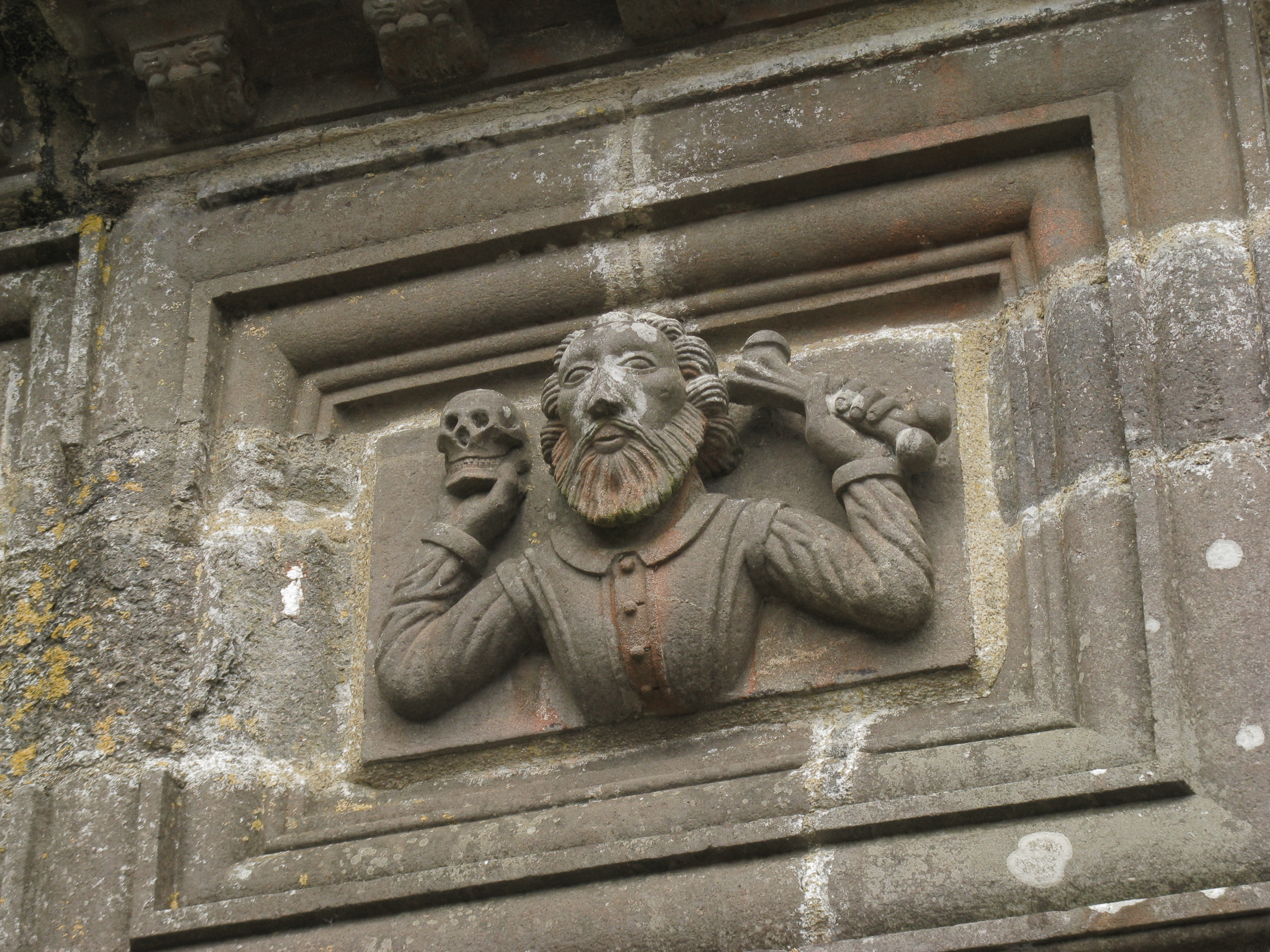
La Martyre : l'ossuaire, détail d'une des sculptures de la façade méridionale
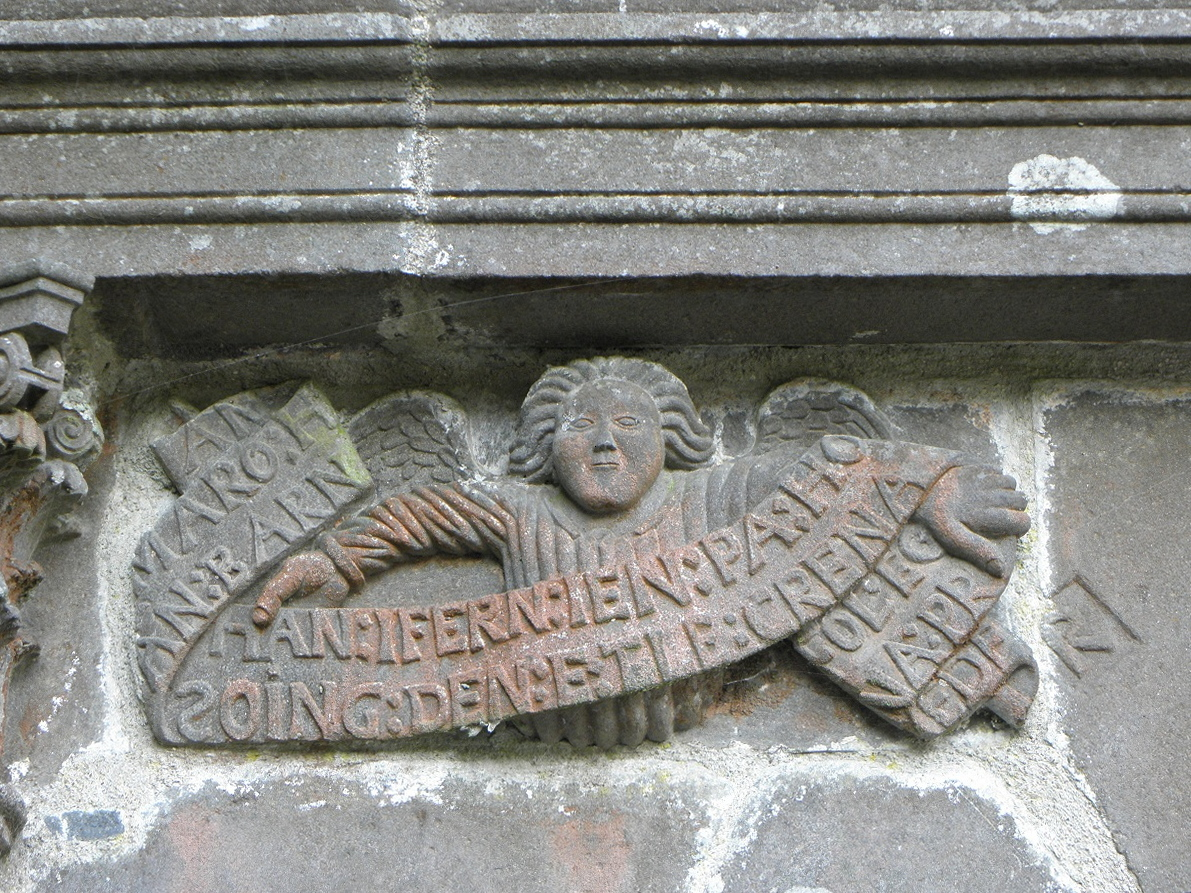
La Martyre : l'ossuaire, détail d'une autre sculpture de la façade méridionale avec inscription en breton 1
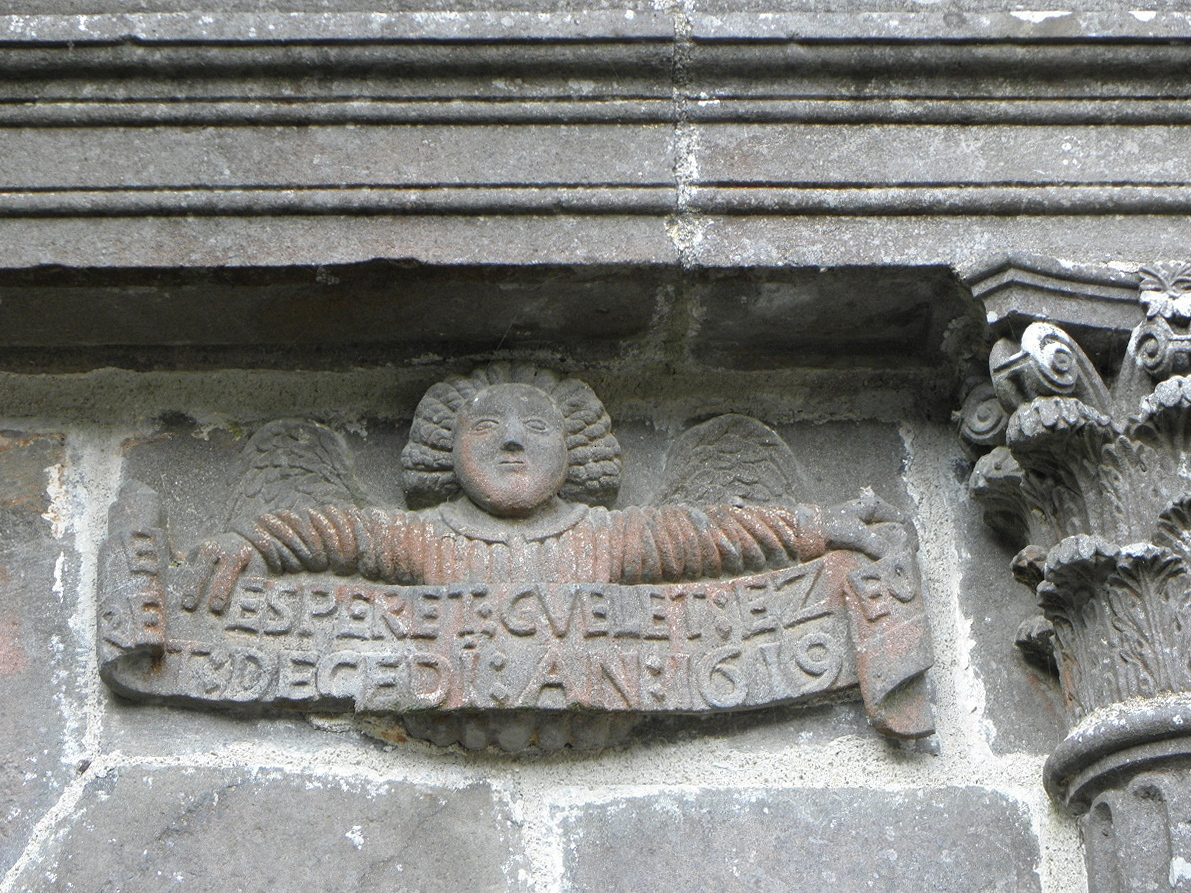
La Martyre : l'ossuaire, détail d'une autre sculpture de la façade méridionale avec inscription en breton 2
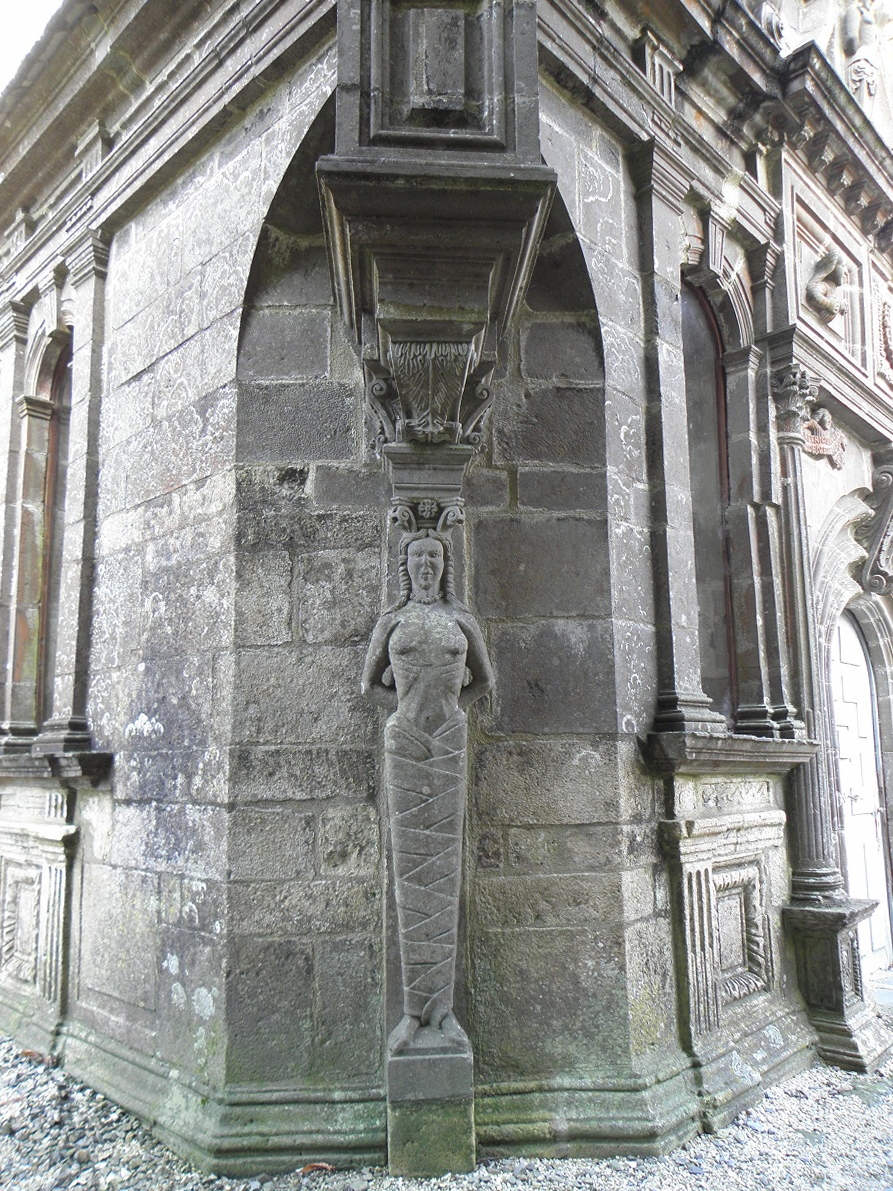
La Martyre : l'ossuaire, cariatide 1
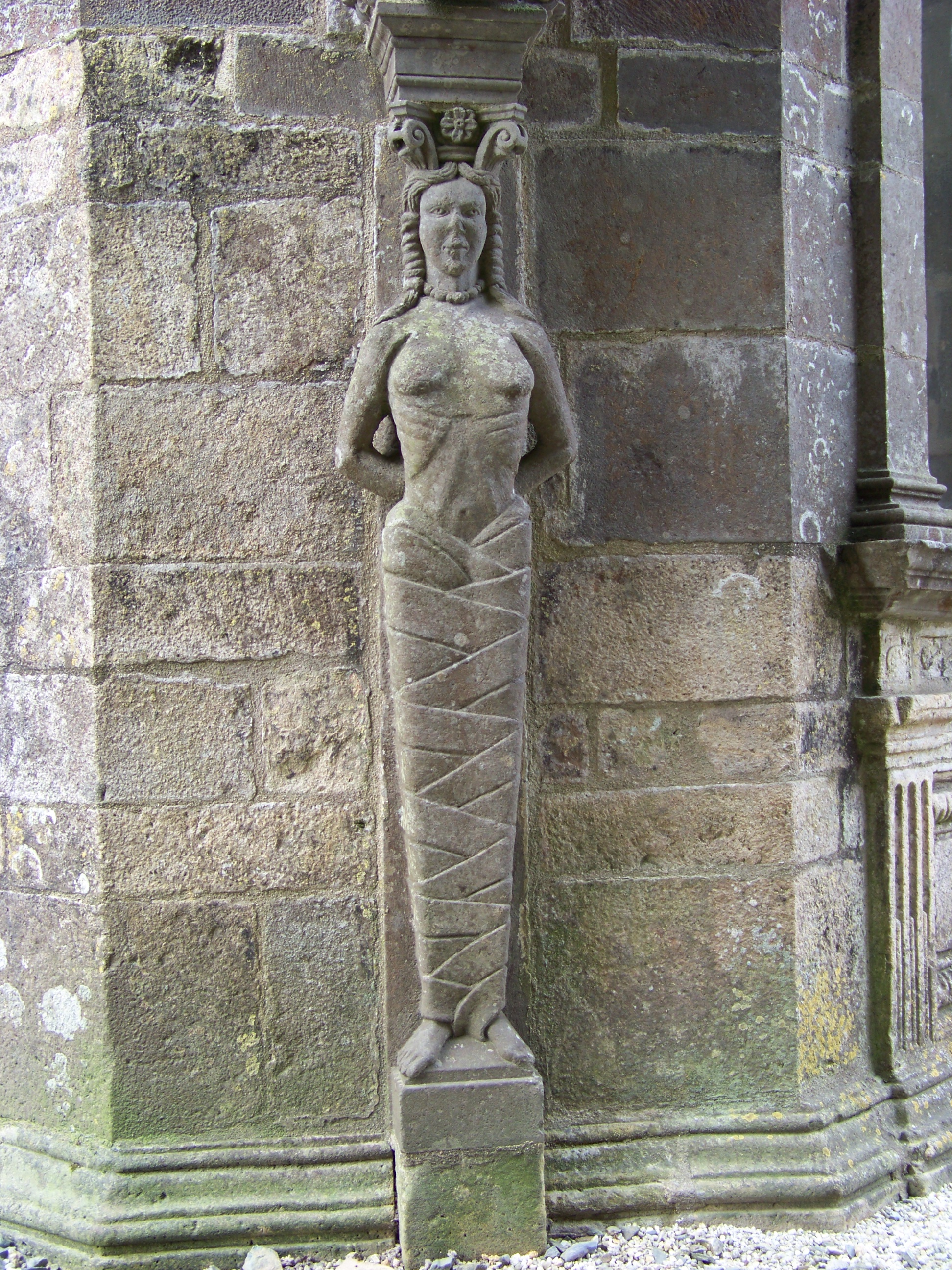
La Martyre : l'ossuaire, cariatide 2
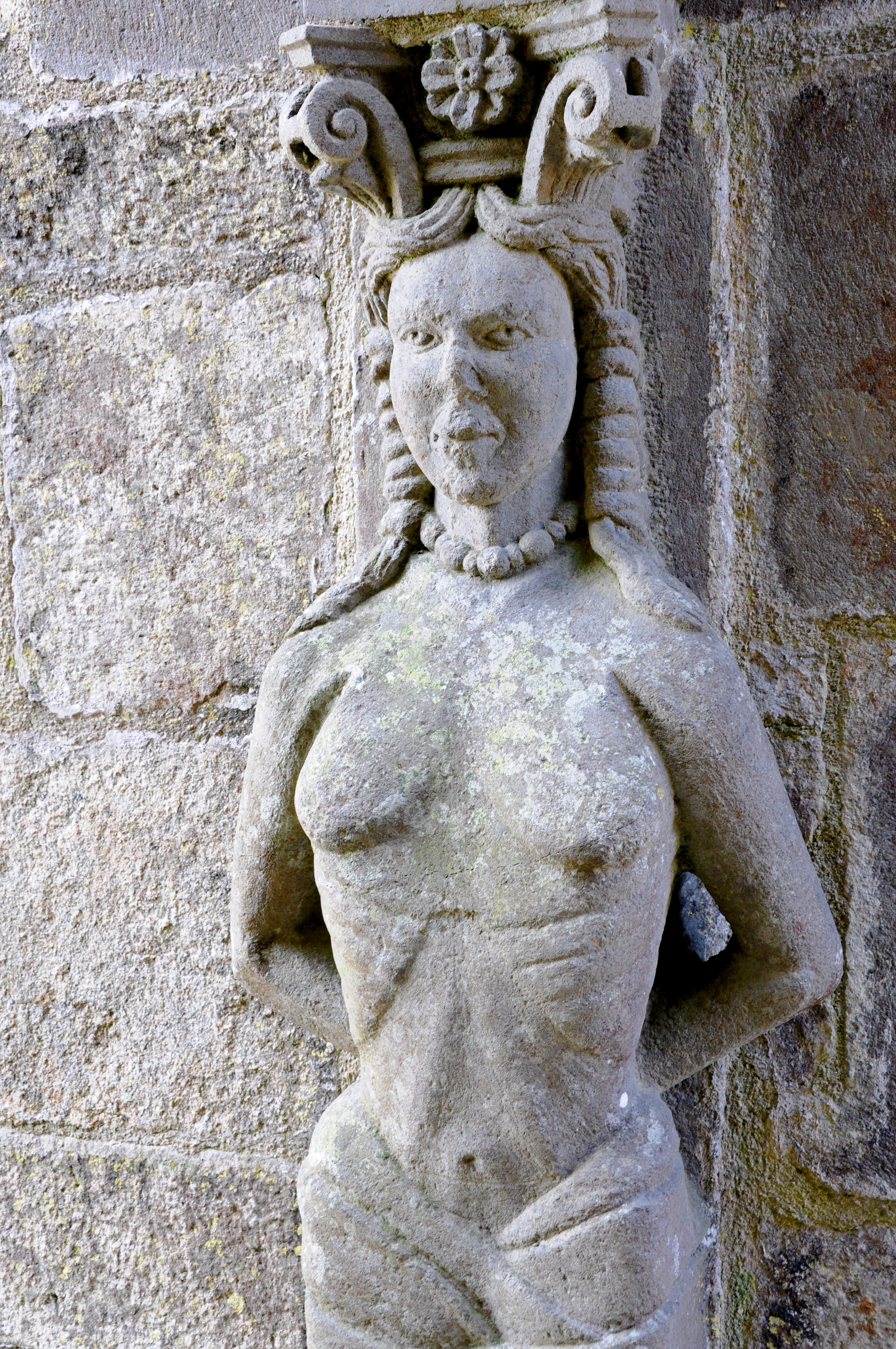
La Martyre : l'ossuaire, cariatide 3 (vue de détail)

### L'intérieur de l'église Saint-Salomon
- Le maître-autel date de la fin XVIe siècle ou du début du XVIIe siècle ; les autels des collatéraux nord et sud sont de style Renaissance.
- La porte triomphale intérieure ;
- Les vitraux datent du XVIe siècle ; parmi eux, le vitrail principal dit du Crucifiement (1535), celui de la Dormition de la Vierge (1560), situé dans le bas-côté nord et un arbre de Jessé ;
- Les sablières polychromes du mur nord datent aussi du XVIe siècle et représentent des scènes pittoresques comme une scène de labour (un épisode de la vie de saint Isidore), un enterrement ou un joueur de biniou ;
- Le chancel, en pierre de kersanton, date du XVe siècle, mais a été en partie supprimé au XVIIe siècle ; la partie conservée garde le nom de son donateur, Jean de Kerguiziau, abbé de Daoulas de 1573 à 1581[9] ;
- Le baptistère en granite, surmonté d'un baldaquin en chêne, date de 1635 ;
- La chaire à prêcher dont les panneaux représentent les quatre Évangélistes ;
- Quatre bénitiers en kersanton, deux datant du XVIe siècle et deux du XVIIe siècle ;
- De nombreuses statues dont quatre situées dans de grandes niches décorent l'abside et représentent saint Salomon, la Vierge portant l'Enfant-Jésus, sainte Catherine et un évêque non identifié ;
- Trois enfeus surmontés d'arcades en anse de panier, datent du XVIe siècle ;
- Des peintures murales, qui dateraient du XIVe siècle, ont été découvertes en 1997, mais elles sont très dégradées[7] ;
- L'église possède aussi un trésor, contenant entre autres un reliquaire de style Renaissance, un calice de la fin du XVIe siècle ou du début du XVIIe siècle et une statue en argent de l'Enfant Jésus, probablement d'origine italienne et datant de 1667[2].

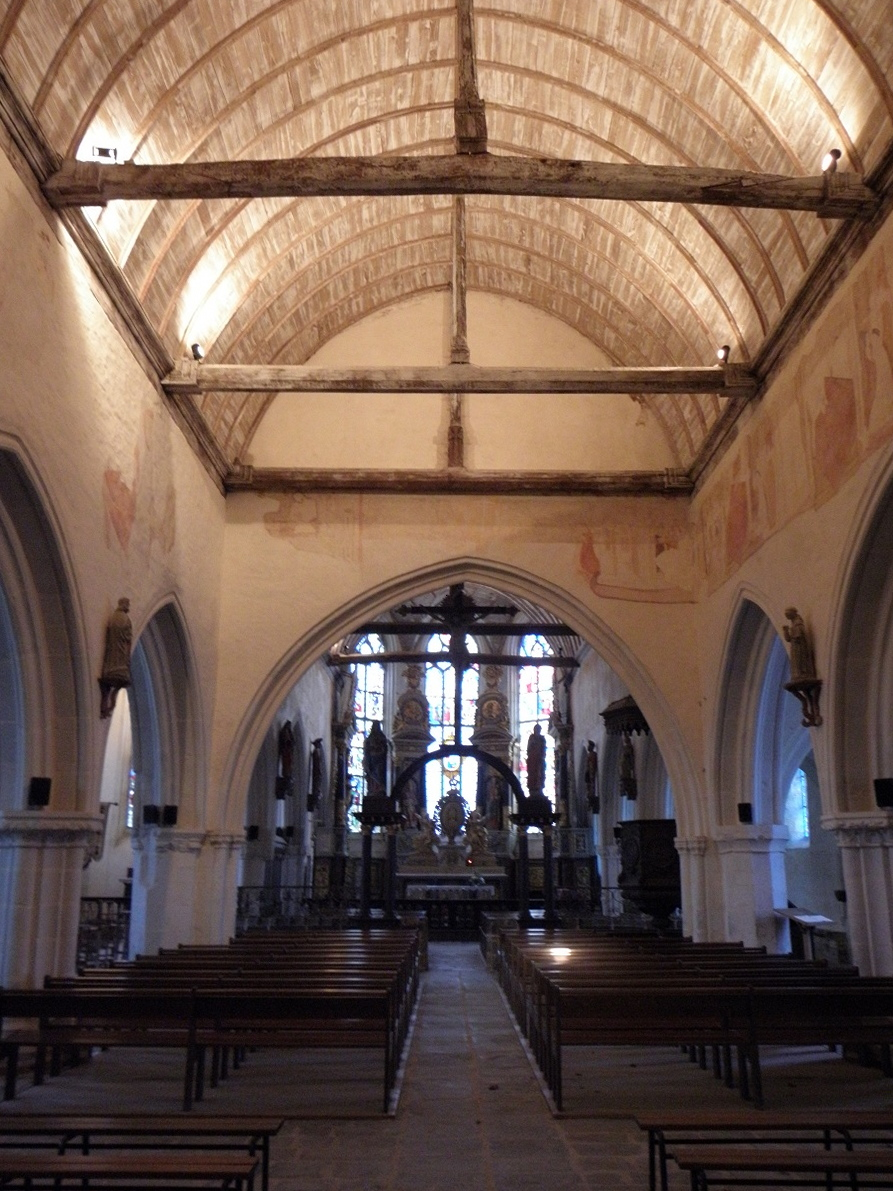
La Martyre : église Saint-Salomon, la nef et la porte triomphale intérieure
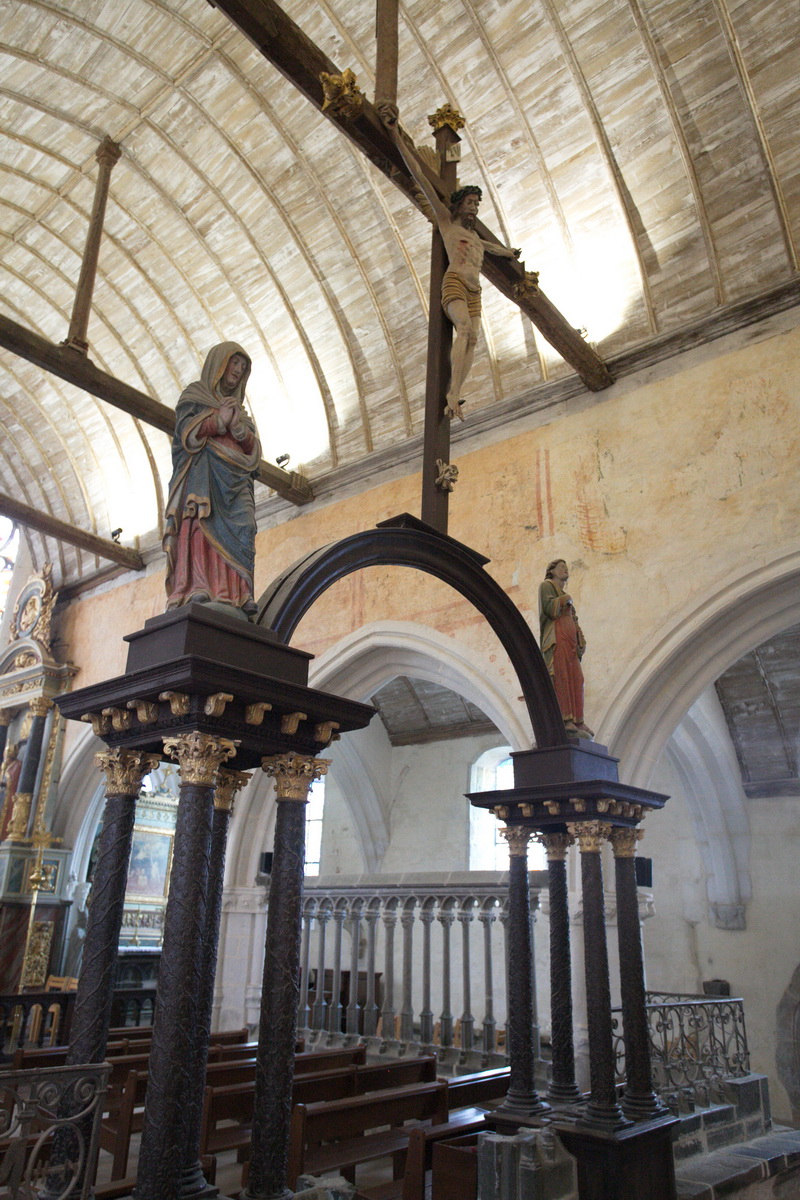
La Martyre : église Saint-Salomon, la porte triomphale intérieure
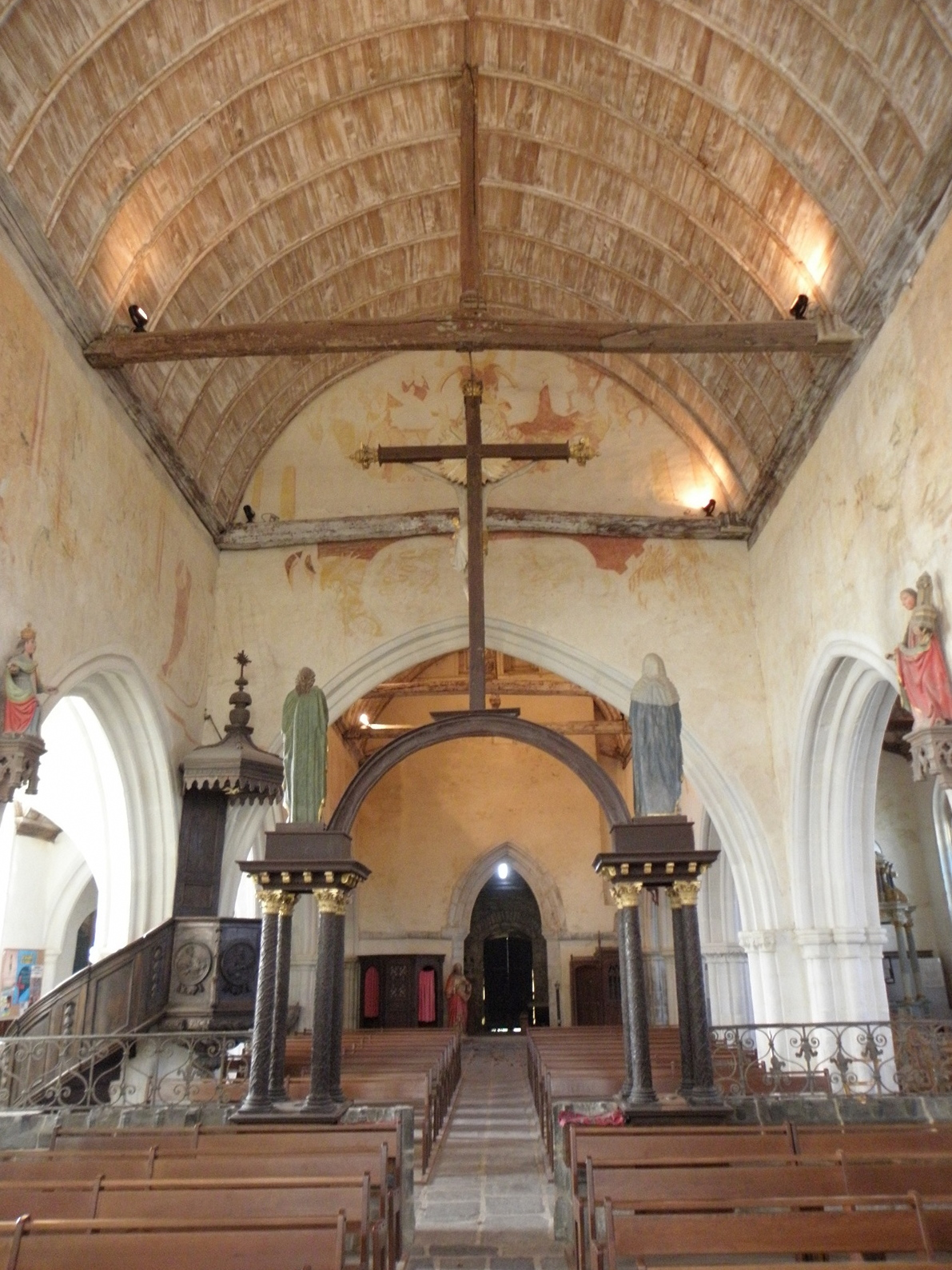
La Martyre, église Saint-Salomon, la porte triomphale intérieure vue depuis le chœur
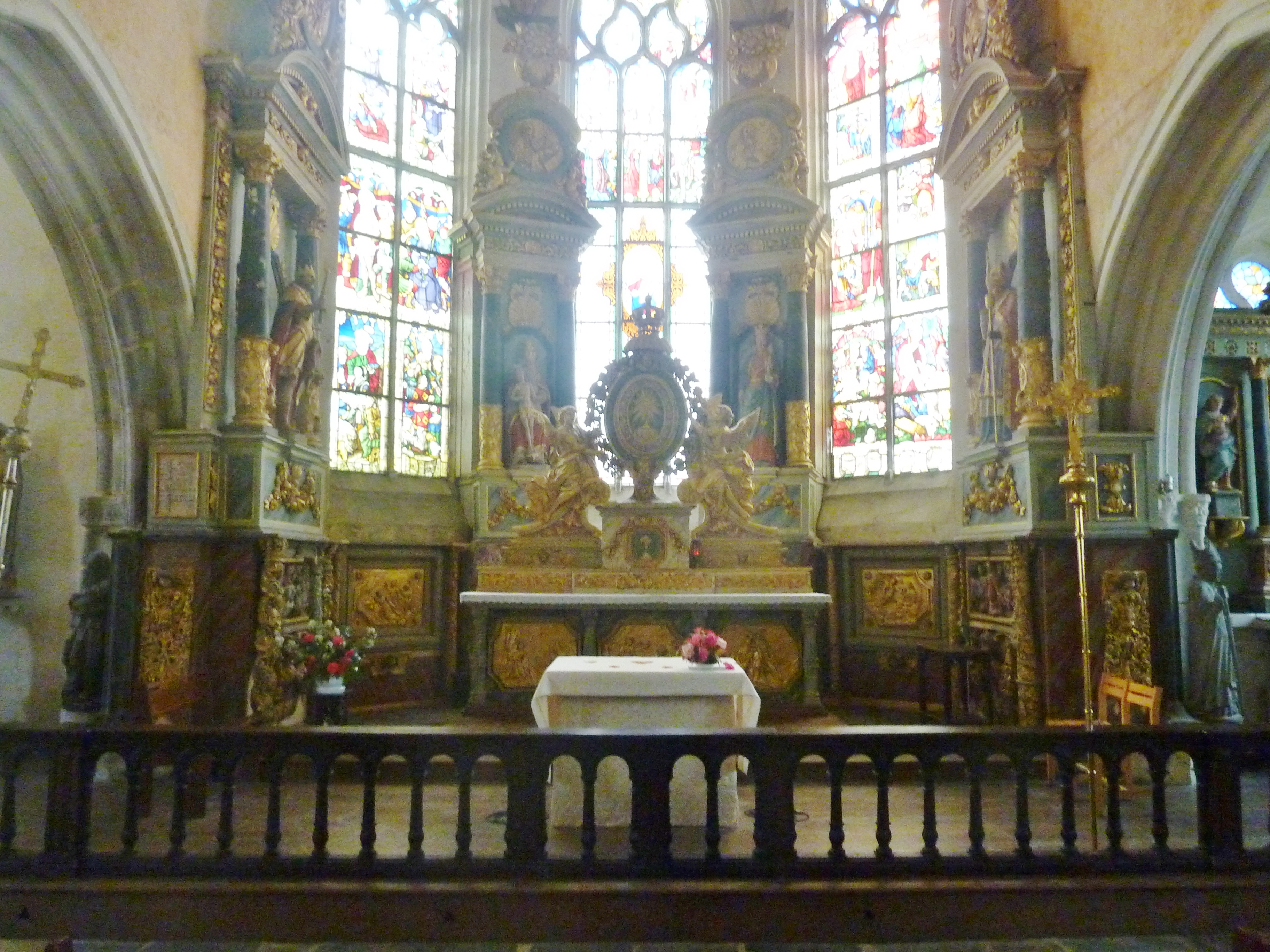
La Martyre, église Saint-Salomon, le chœur et le maître-autel
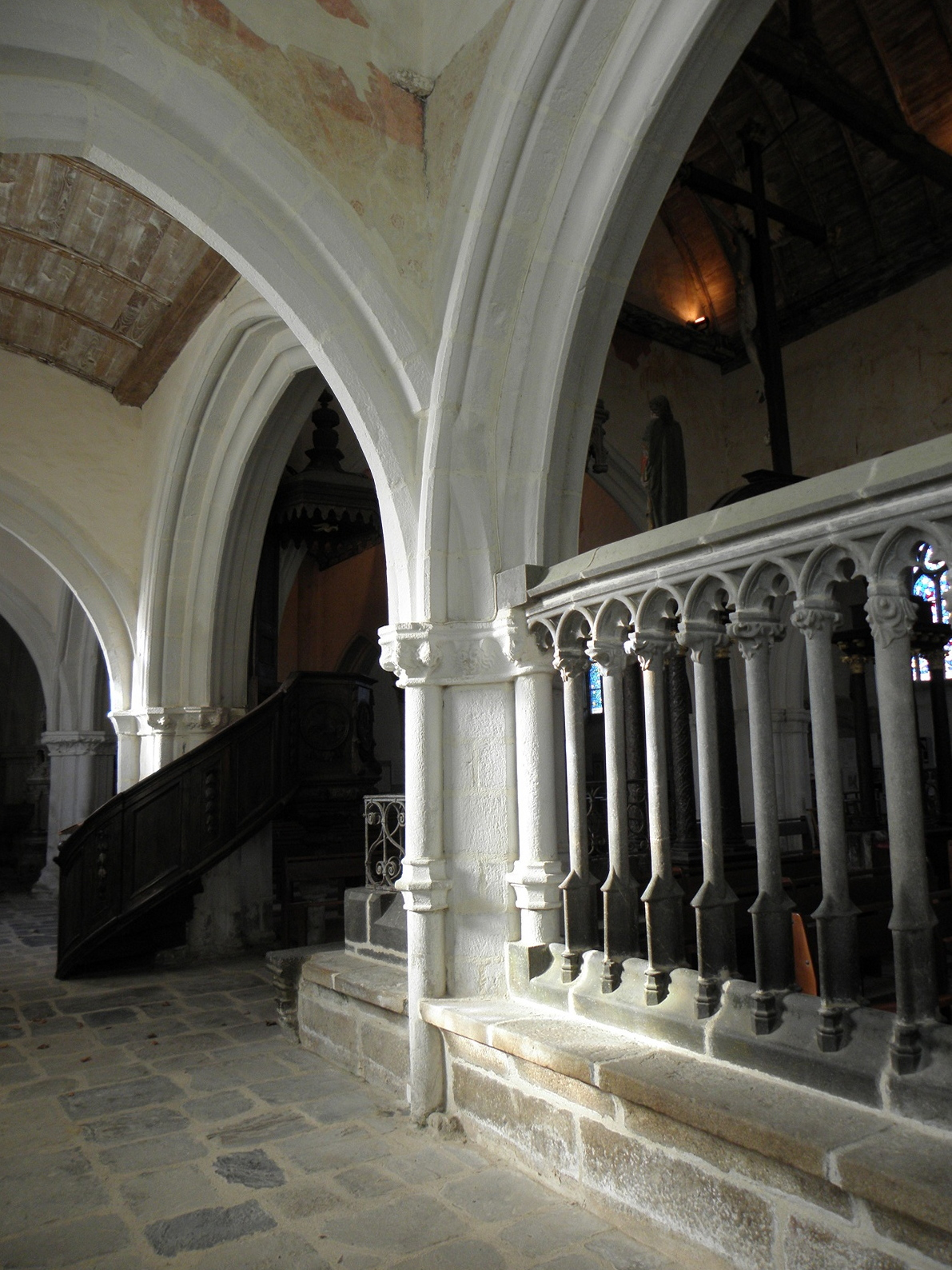
La Martyre, église Saint-Salomon, collatéral sud et chancel
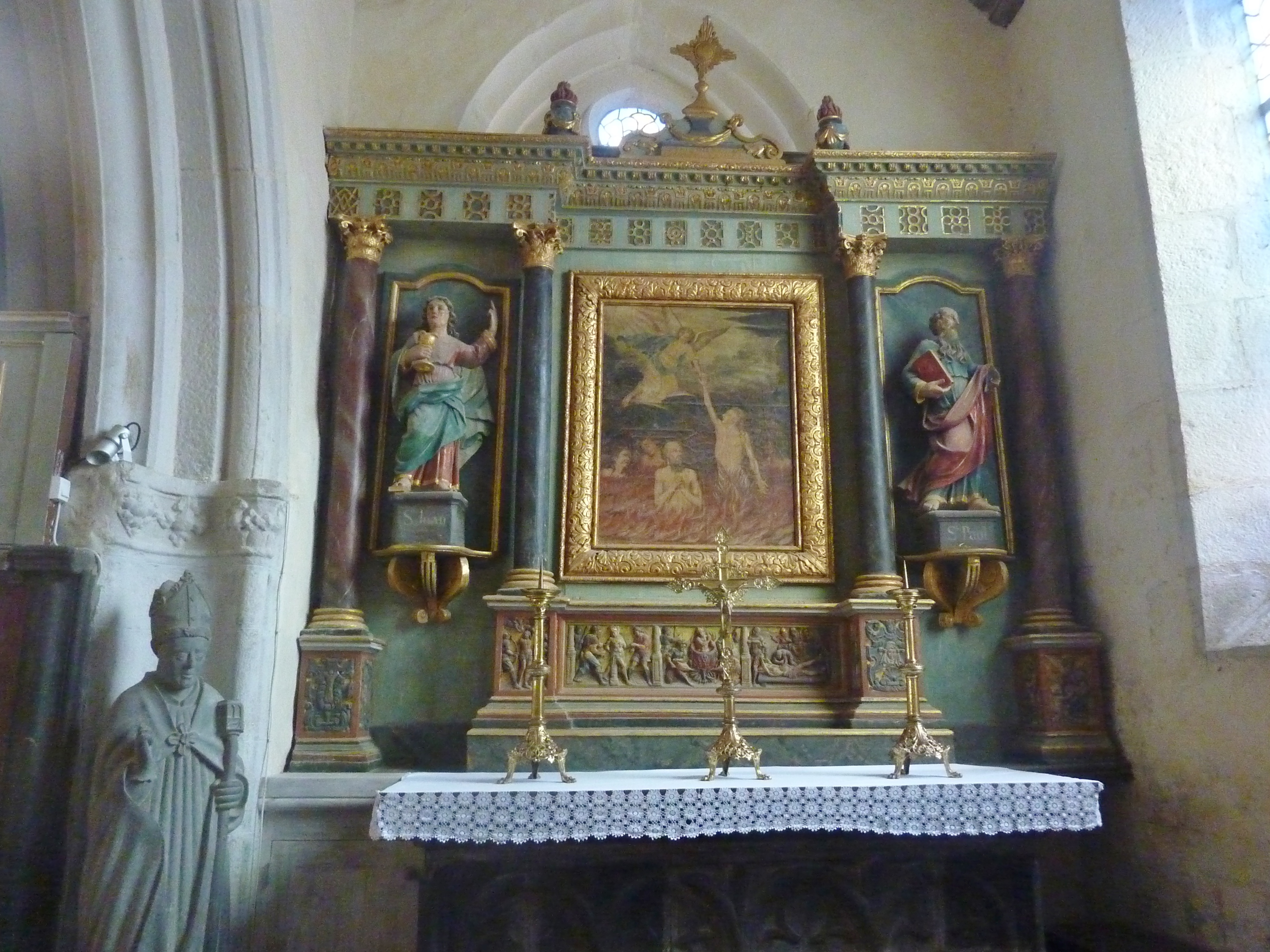
La Martyre, église Saint-Salomon, autel du collatéral nord de style Renaissance
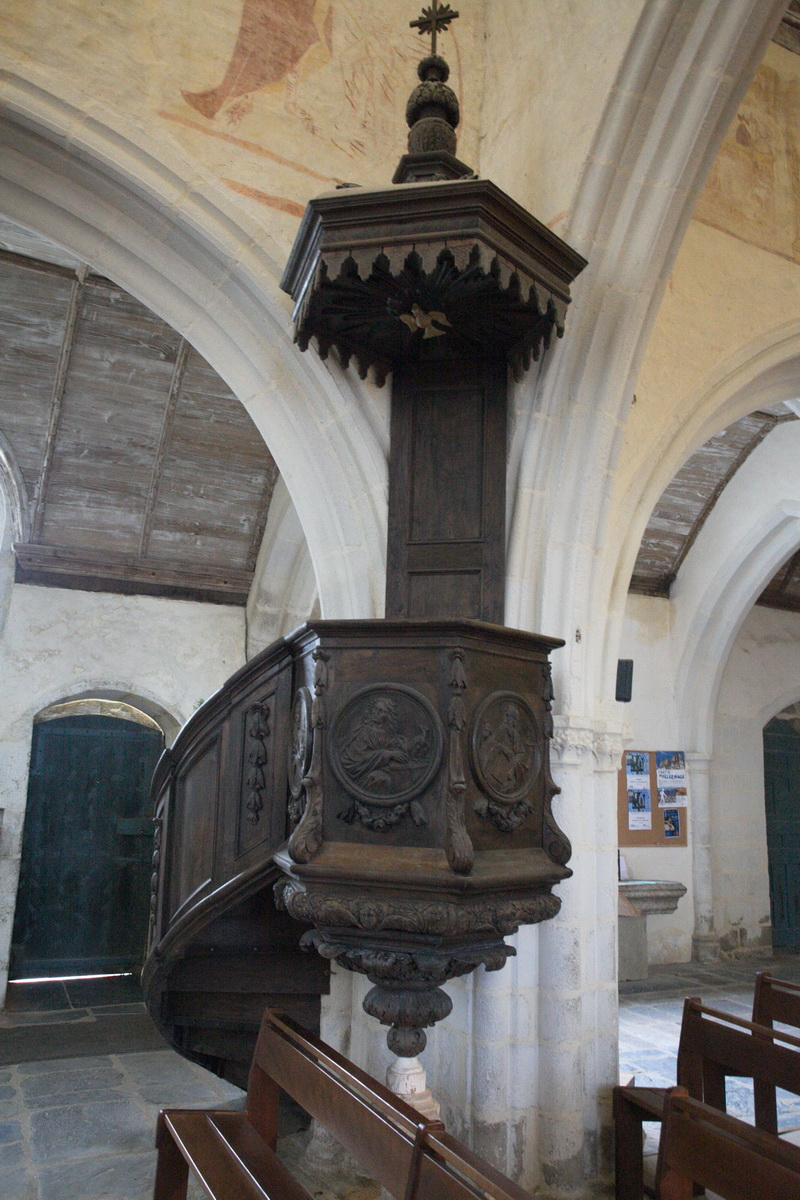
La Martyre, église Saint-Salomon, la chaire à prêcher
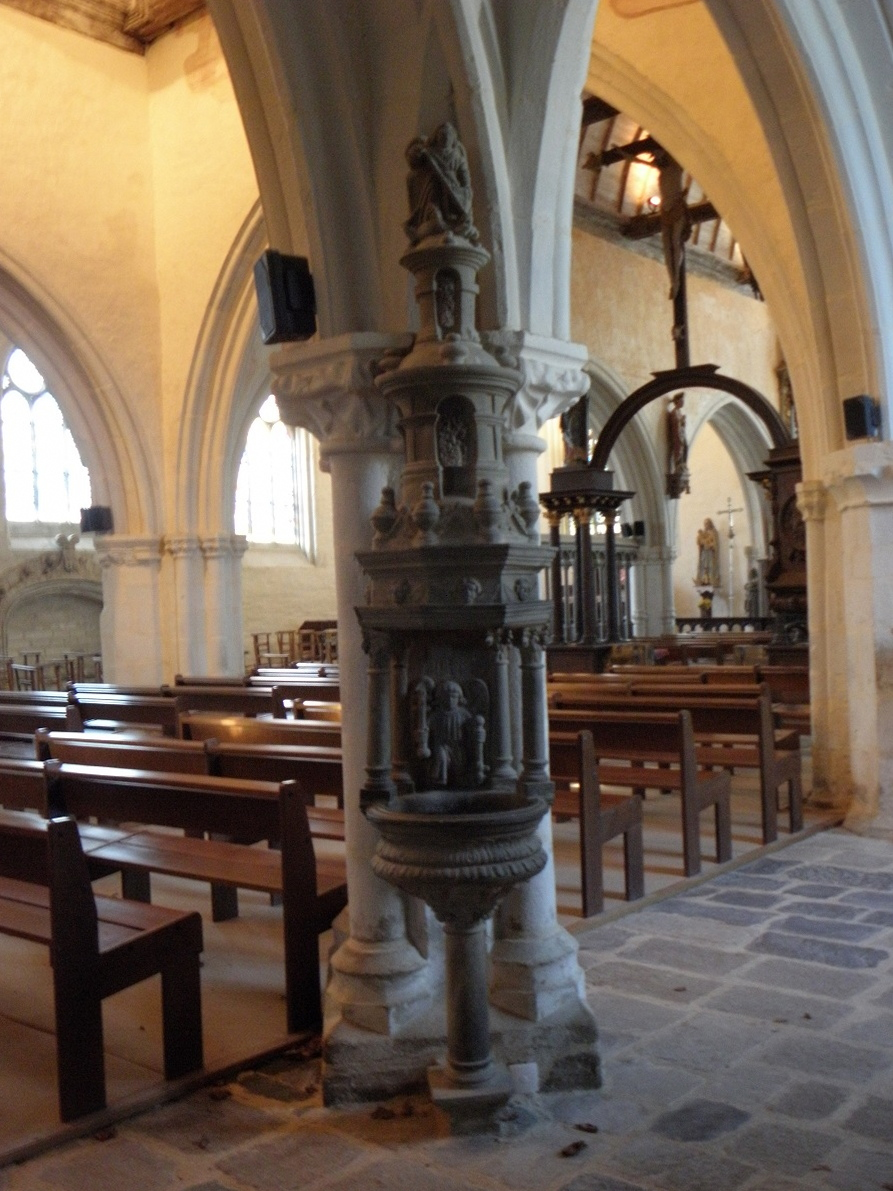
La Martyre : église Saint-Salomon, le bénitier
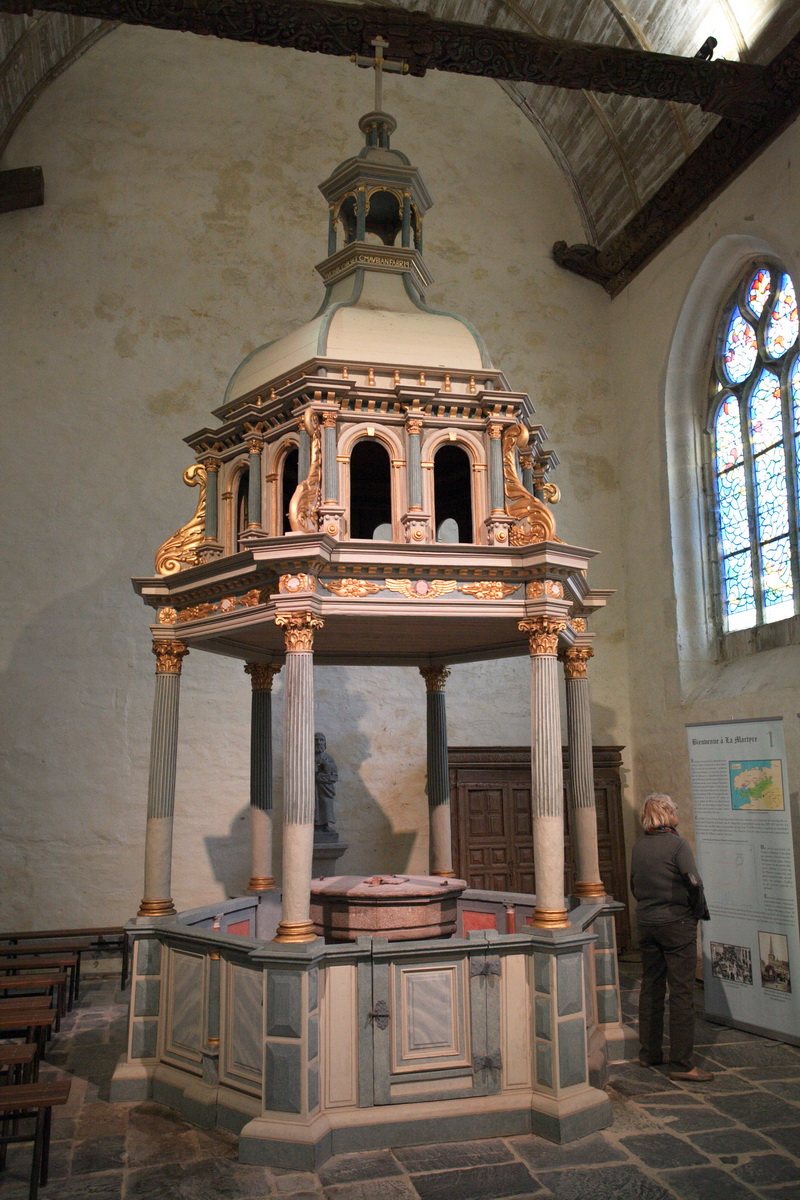
La Martyre : église Saint-Salomon, le baptistère
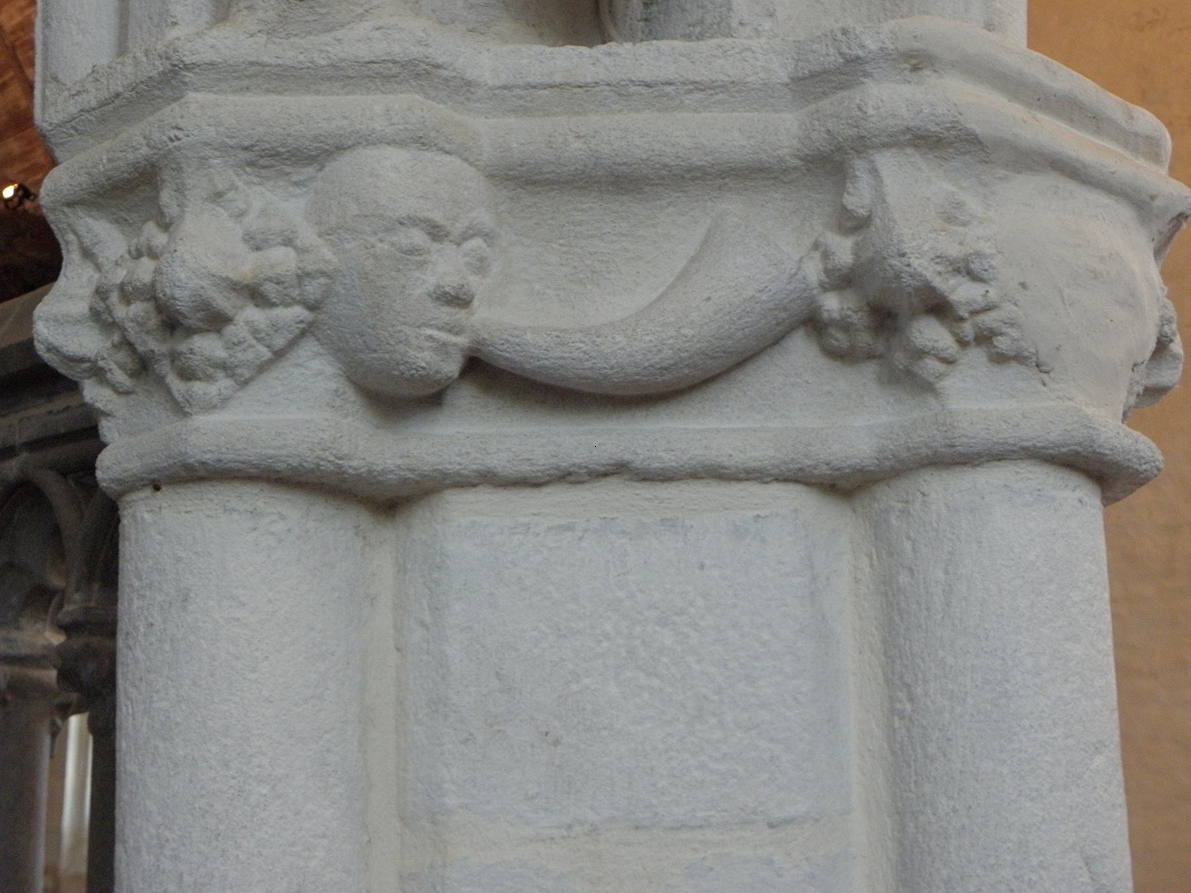
La Martyre : église Saint-Salomon, détail d'un des chapiteaux du chœur
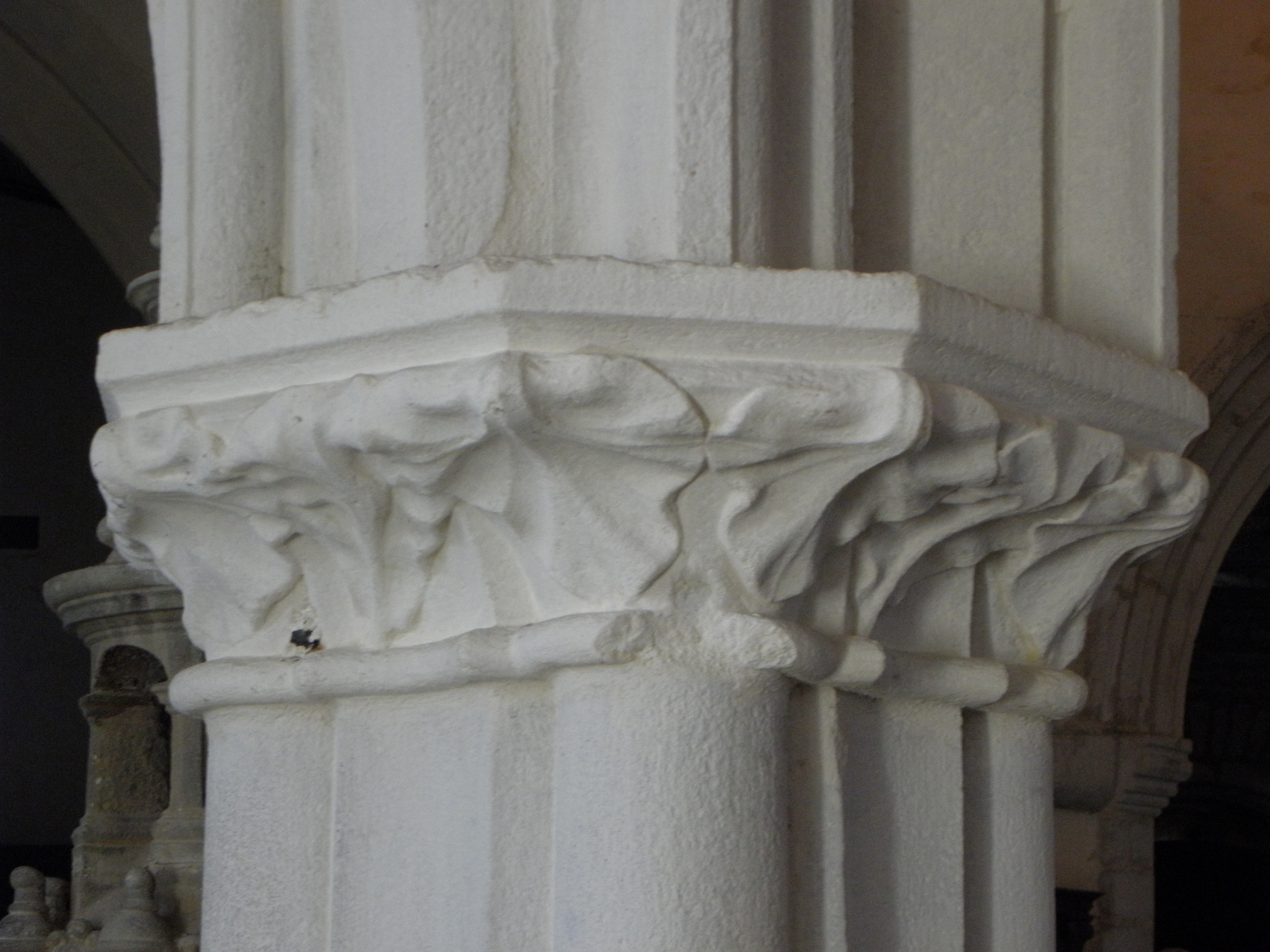
La Martyre : église Saint-Salomon, détail d'un autre des chapiteaux du chœur 1
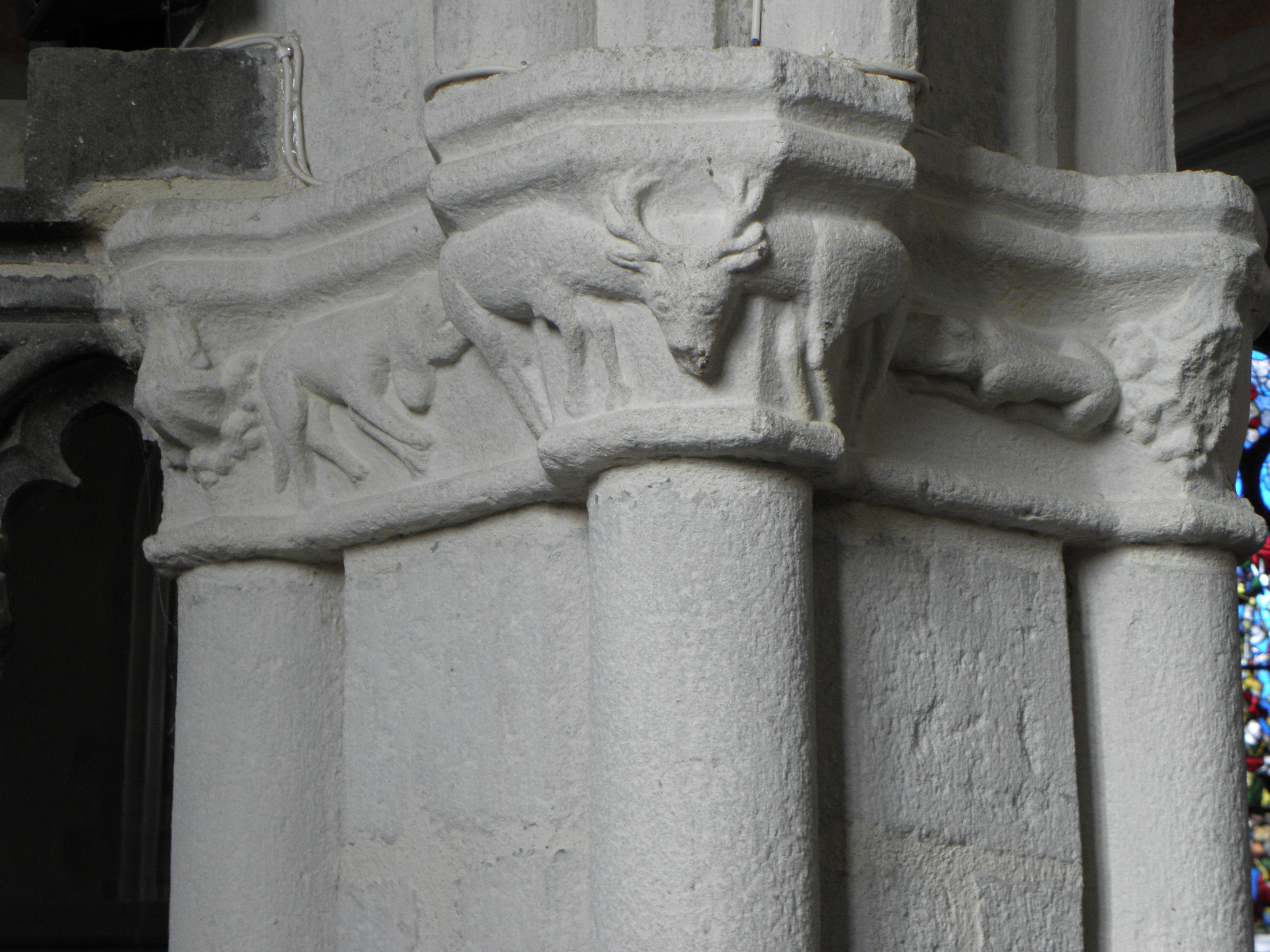
La Martyre : église Saint-Salomon, détail d'un autre des chapiteaux du chœur 2
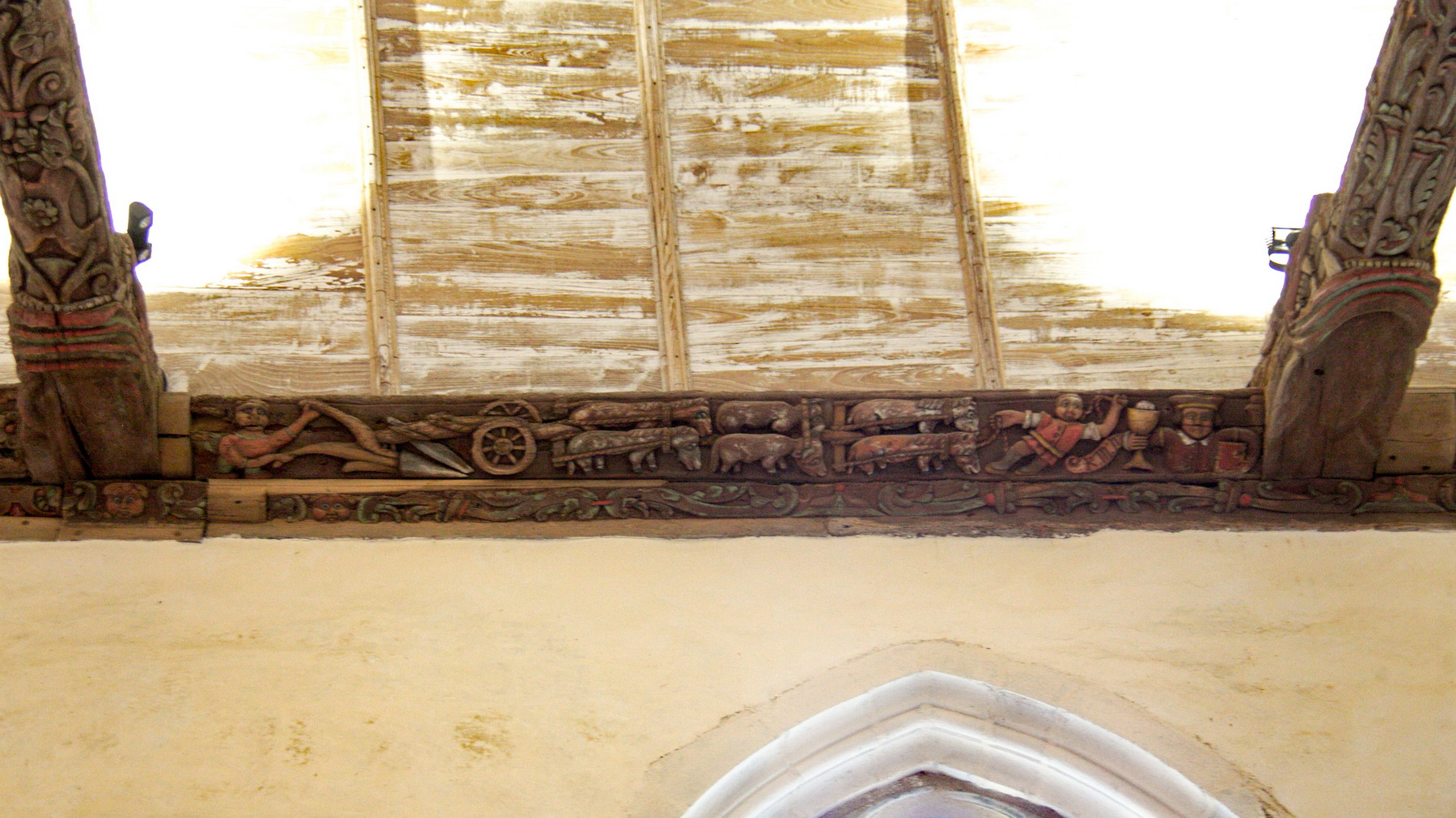
La Martyre : église Saint-Salomon, détail d'une sablière (scène de labour représentant saint Isidore)
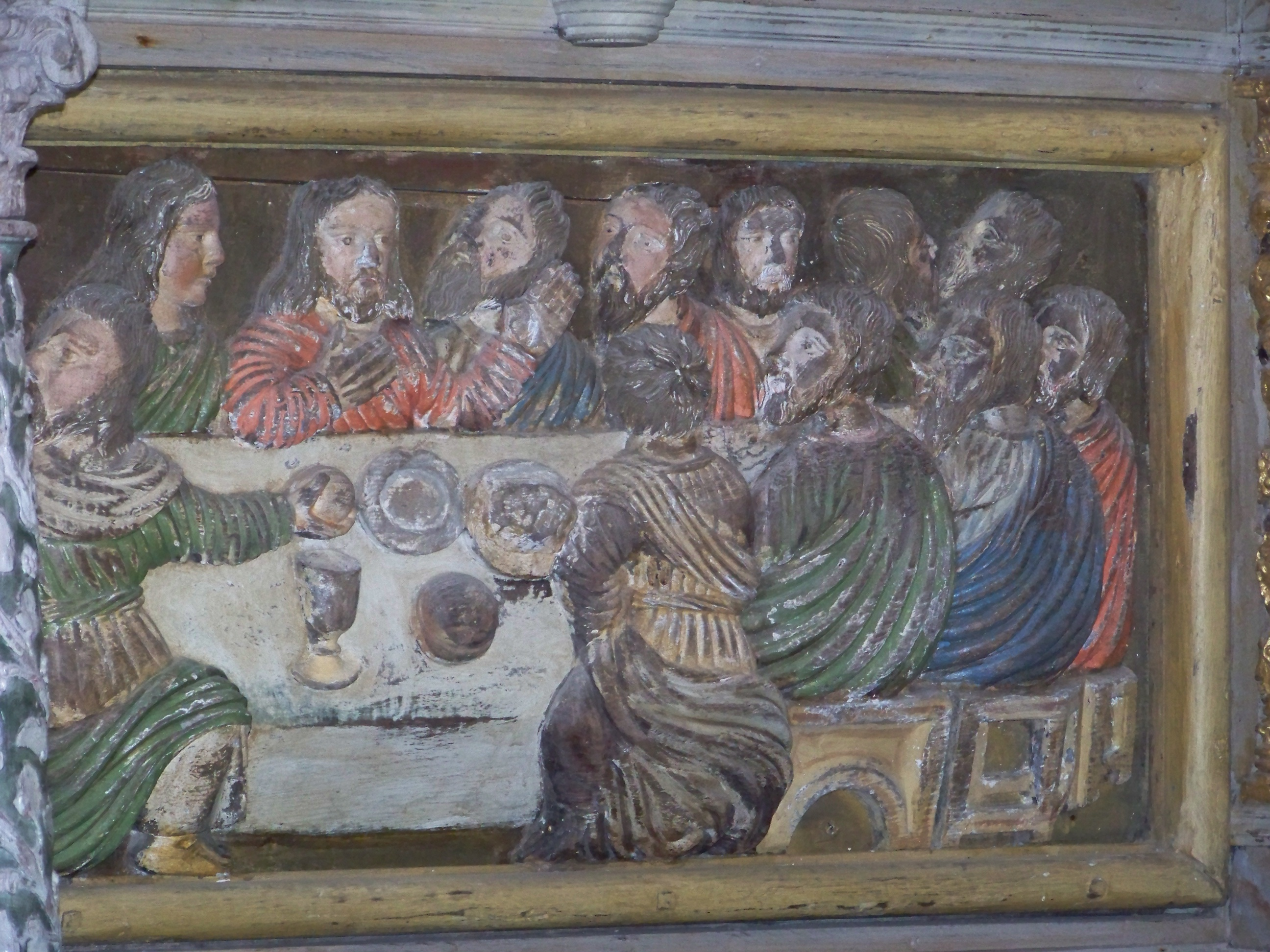
La Martyre : église Saint-Salomon, un des retables, la Cène
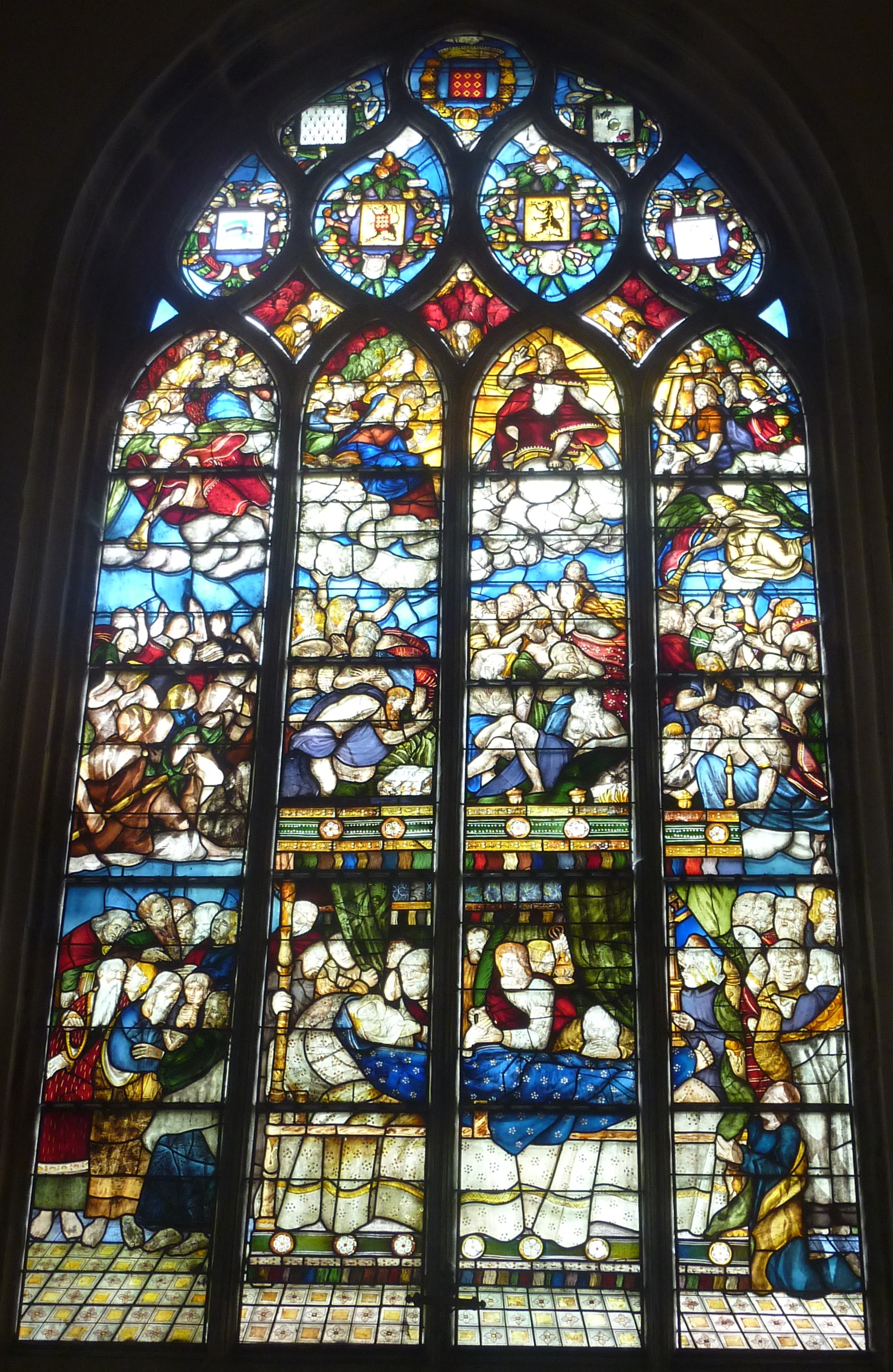
La Martyre : église Saint-Salomon, l'un des vitraux (la Dormition de la Vierge)

## Historique
L'édifice est classé au titre des monuments historiques en 1916.